# Radiohead
Radiohead là ban nhạc rock người Anh được thành lập vào năm 1985 tại Abingdon, Oxfordshire. Ban nhạc bao gồm các thành viên Thom Yorke (hát chính, guitar, piano), Jonny Greenwood (guitar lead, keyboard cùng nhiều nhạc cụ khác), Colin Greenwood (bass), Phil Selway (trống, định âm, hát bè) và Ed O'Brien (guitar, hát bè). Từ năm 1994, họ cộng tác cùng nhà sản xuất thu âm Nigel Godrich và nghệ sĩ thiết kế đồ họa Stanley Donwood. Tính thể nghiệm trong âm nhạc của Radiohead được phát triển chủ yếu dựa trên chất liệu của dòng nhạc alternative rock.
Radiohead ký hợp đồng với hãng thu âm EMI vào năm 1991 và phát hành album đầu tay Pablo Honey, vào năm 1993. Đĩa đơn đầu tay của họ "Creep" (1992) trở thành bản hit lớn. Danh tiếng và đánh giá chuyên môn dành cho họ được củng cố với album tiếp theo, The Bends (1995). Album phòng thu thứ ba, OK Computer (1997), chính thức đưa ban nhạc nổi tiếng toàn cầu; với chủ đề về sự tha hóa của xã hội, đây được coi là một trong những album quan trọng nhất và một trong những album vĩ đại nhất nền âm nhạc đại chúng.
Album phòng thu thứ tư Kid A (2000) đánh dấu bước chuyển lớn về phong cách của Radiohead khi hòa trộn nhạc điện tử, krautrock và jazz. Kid A được nhiều người nghe nhạc bình chọn là album xuất sắc nhất của thập kỷ 2000. Amnesiac được thu âm cùng giai đoạn đó nhưng ra mắt vào năm 2001. Hail to the Thief (2003) pha trộn piano, guitar rock và nhạc cụ điện với ca từ lấy cảm hứng từ chiến tranh là album cuối cùng mà ban nhạc cộng tác với hãng EMI.
Radiohead tự mình phát hành album thứ bảy In Rainbows (2007) dưới hình thức tải kỹ thuật số mà ở đó người nghe thoải mái trả giá cho sản phẩm; tuy nhiên, album vẫn có được thành công vang dội. Album thứ tám của họ, The King of Limbs (2011), là trải nghiệm về nhịp và các chất liệu mới, trong đó sử dụng nhiều bản thu sẵn và thu đè. A Moon Shaped Pool (2016) là những cải tiến mới trong hòa âm dàn nhạc từ Jonny Greenwood. Yorke, Jonny Greenwood, Selway và O'Brien đều từng phát hành những album solo cá nhân; năm 2021, Yorke và Jonny Greenwood giới thiệu dự án chung là ban nhạc The Smile.
Radiohead đã bán được hơn 30 triệu đĩa trên toàn cầu. Họ là chủ nhân của 6 Giải Grammy, 4 Giải Ivor Novello và hiện giữ kỷ lục 5 lần được đề cử tại Giải Mercury. Có tới 7 đĩa đơn của ban nhạc từng lọt vào top 10 của UK Singles Chart: "Creep" (1992), "Street Spirit (Fade Out)" (1996), "Paranoid Android" (1997), "Karma Police" (1997), "No Surprises" (1998), "Pyramid Song" (2001) và "There There" (2003). "Creep" and "Nude" (2008) cũng từng lọt vào top 40 tại Billboard Hot 100. Rolling Stone từng đưa Radiohead trong danh sách "100 nghệ sĩ vĩ đại nhất mọi thời đại", và độc giả tạp chí này cũng bình chọn Radiohead là nghệ sĩ xuất sắc thứ hai của thập niên 2000. 7 album phòng thu của họ được chọn trong danh sách "500 album vĩ đại nhất" của Rolling Stone. Radiohead được vinh danh tại Đại sảnh Danh vọng Rock and Roll vào năm 2009.

## Lịch sử

### 1985–1991: Những năm đầu tiên

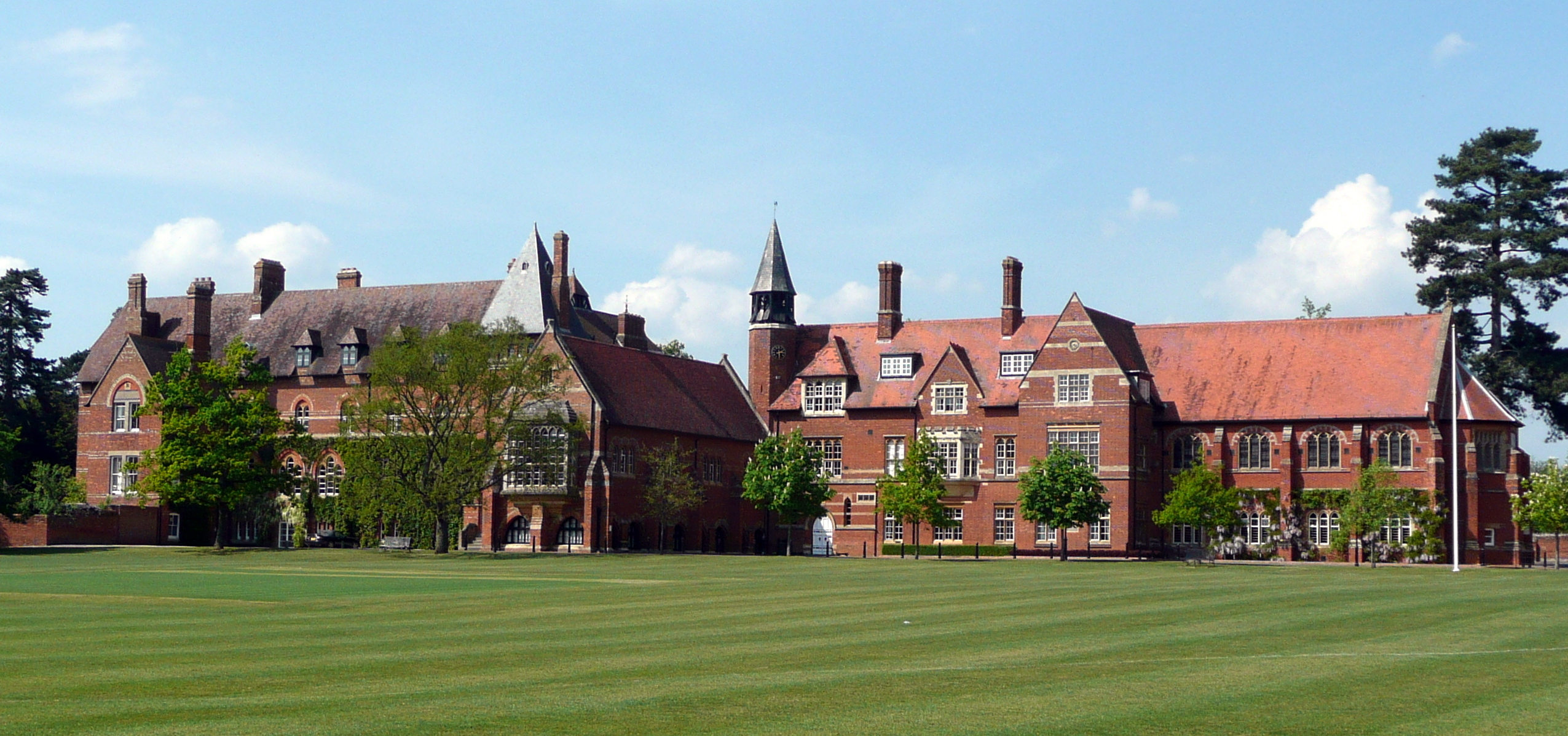
Trường trung học Abingdon School, nơi ban nhạc được thành lập

Các thành viên của Radiohead gặp nhau tại trường trung học Abingdon, một ngôi trường nam sinh ở vùng Abingdon, Oxfordshire. Ca sĩ Thom Yorke và cây bass Colin Greenwood học cùng khóa, trong khi tay guitar Ed O'Brien và tay trống Phil Selway hơn 1 tuổi còn nghệ sĩ đa nhạc cụ Jonny Greenwood thì kém 2 tuổi so với anh trai Colin. Năm 1985, họ lập nên nhóm On a Friday lấy cảm hứng từ việc họ thường xuyên tập vào thứ 6 hàng tuần ở phòng âm nhạc của trường. Jonny là người cuối cùng gia nhập nhóm với vai trò chơi chơi harmonica và keyboard, song nhanh chóng trở thành guitar lead. Theo Colin, các thành viên tự chọn nhạc cụ vì đơn giản chỉ muốn chơi nhạc cùng nhau chứ không vì một mục đích đặc biệt nào cả: "Mọi thứ thiên về tính tập thể, thật tuyệt nếu bạn có thể giới thiệu ai đó chơi nhạc cụ của bạn." Có lúc On a Friday còn có những đoạn chơi bằng kèn saxophone.
Ban nhạc không cảm thấy thoải mái với những quy định ngặt nghèo tại trường học — có lần hiệu trưởng nhà trường từng phàn nàn vì họ sử dụng phòng hội trường để tập nhạc vào Chủ nhật — vậy nên họ thường tìm đến những cửa hàng nhạc cụ. Họ thường nhắc tới thầy giáo dạy nhạc là người giới thiệu các thể laọi nhạc jazz, nhạc phim, các dòng nhạc avant-garde và âm nhạc cổ điển thế kỷ 20. Cuối những năm 1980, vùng Oxfordshire và Thames Valley đều sôi động với những dòng nhạc indie, xoay quanh những ngôi sao shoegazing như nhóm Ride và Slowdive. Sau khi nghe một số bản demo, hãng đĩa Island Records đề nghị một hợp đồng thu âm chính thức nhưng On a Friday từ chối với lý do chưa sẵn sàng và mong muốn theo học đại học.

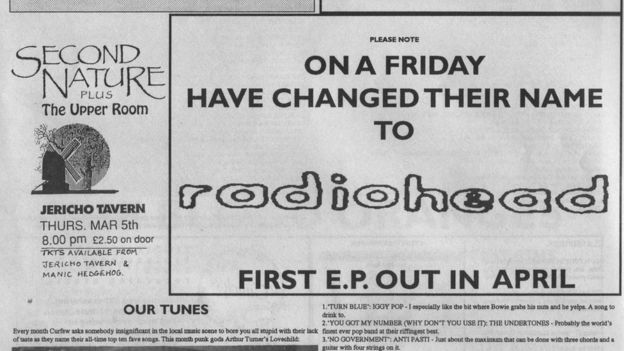
Quảng cáo tại Oxford trên tờ tạp chí Curfew thông báo nhóm On a Friday chính thức đổi tên

On a Friday biểu diễn lần đầu vào năm 1987 tại Jericho Tavern, Oxford. Cho dù Jonny đã rời Abingdon để theo học đại học, On a Friday vẫn cố gắng tập nhạc vào các ngày cuối tuần và trong các kỳ nghỉ, tuy nhiên họ không trình diễn trong suốt 4 năm liền. Tại Đại học Exeter, Yorke chơi nhạc cùng Headless Chickens với những giai điệu sau này trở thành những bài hát của Radiohead. Tại đây anh gặp Stanley Donwood, người sau này phụ trách phần bìa album của ban nhạc.
Năm 1991, ban nhạc chính thức tái hợp tại Oxford và cùng nhau chia sẻ căn nhà góc phố Magdalen và phố Ridgefield. Họ thu một bản demo mới và thu hút sự chú ý của Chris Hufford, nhà sản xuất của nhóm Slowdive và đồng sở hữu phòng thu Oxford's Courtyard Studios. Anh cùng đối tác Bryce Edge khi đó đang đi nghe nhạc tại Jericho Tavern; bị ấn tượng mạnh, họ ngay lập tức trở thành quản lý của On a Friday. Theo Hufford, ban nhạc vào thời điểm đó "đã mang mọi yếu tố của Radiohead" nhưng với nhịp thô hơn, punk hơn và nhanh hơn. Tại phòng thu Courtyard Studios, On a Friday thu âm băng thâu Manic Hedgehog, đặt theo tên một hàng đĩa nhạc tại Oxford. Cuối năm 1991, may mắn đã tới với họ khi A&R của hãng EMI là Keith Wozencroft lại tới cửa hàng mà Colin Greenwood làm việc. Wozencroft chấp nhận lời mời tới nghe ban nhạc trình diễn.
Tháng 11 năm đó, On a Friday trình diễn tại Jericho Tavern với sự xuất hiện của nhiều gương mặt trong giới A&R. Đây mới chỉ là lần trình diễn thứ 8 của ban nhạc, nhưng rất nhiều hãng thu âm lớn đã mong muốn cộng tác với họ. Ngày 21 tháng 12, On a Friday và EMI ký hợp đồng thu âm 6 album phòng thu, đổi lại, theo yêu cầu của EMI, ban nhạc phải đổi tên thành Radiohead, bắt nguồn từ ca khúc "Radio Head" trích từ album True Stories (1986) của Talking Heads. Yorke cho rằng cái tên mới "tổng hợp tất cả những điều liên quan tới sự tiếp nhận... Đó là cách mà bạn tiếp nhận thông tin, cách mà bạn phản ứng với những điều xung quanh".

### 1992–1995:Pablo Honey, "Creep" và những thành công đầu tiên
Radiohead thu âm sản phẩm đầu tay là EP Drill cùng Chris Hufford và Bryce Edge tại Courtyard Studios. Album được phát hành vào tháng 5 năm 1992, song không vào nổi bảng xếp hạng. Quá khó khăn để có thể trông chờ vào những hãng đĩa lớn như EMI quảng bá về ban nhạc tại Anh, nơi các bảng xếp hạng indie bị thống trị bởi các hãng đĩa tự do, đội ngũ quan lý của Radiohead lên kế hoạch nhờ các nhà sản xuất tại Hoa Kỳ cho phép họ đi lưu diễn dày đặc tại Hoa Kỳ, trước khi quay trở lại Anh. Paul Kolderie và Sean Slade – những người từng hợp tác với những nhóm indie đình đám ở Mỹ như Pixies hay Dinosaur Jr. – được liên hệ để sản xuất album đầu tay này, vốn được thu âm rất nhanh trong tháng 10 năm 1992. Đĩa đơn "Creep" được ra mắt vào cuối năm, và Radiohead có được chút chú ý từ báo chí Anh, nhưng các đánh giá không hoàn toàn tích cực; tờ NME gọi họ là "lời bào chữa yếu đuối cho một ban nhạc rock", trong khi "Creep" bị đưa vào danh sách đen của BBC Radio 2 vì "quá thê lương".
Radiohead cho phát hành album phòng thu đầu tay Pablo Honey vào tháng 2 năm 1993. Album có được vị trí số 22 tại Anh, và cũng như "Creep", các đĩa đơn tiếp theo "Anyone Can Play Guitar" và "Stop Whispering" đều không được xếp hạng. "Pop Is Dead", một ca khúc khác, cũng chỉ có doanh thu hạn chế; sau này O'Brien gọi đây là "sai lầm ghê gớm". Nhiều đánh giá so sánh ban nhạc với làn sóng nhạc grunge đang nổi lên ở đầu thập niên 1990, gán cho họ biệt danh "phiên bản lỗi của Nirvana", và Pablo Honey hoàn toàn thất bại trong việc có được đánh giá chuyên môn cũng như doanh số thương mại.
Đầu năm 1993, ban nhạc bắt đầu có được sự chú ý nhiều hơn từ những quốc gia khác. "Creep" được phát ngày một nhiều hơn trên đài phát thanh Israel bởi DJ Yoav Kutner, và tới tháng 3, ca khúc trở thành bản hit ở quốc gia này khiến Radiohead lần đầu tiên đi tour tại nước ngoài đầu tiên mời tới trình diễn ở Tel Aviv . Cùng thời gian đó, nhiều đài phát thanh của Mỹ đã lựa chọn "Creep" cho các chương trình phát sóng, và ca khúc thậm chí đã có được vị trí số 2 tại Modern Rock Tracks. Radiohead đi tour Bắc Mỹ ngay tháng 6 năm 1993, và video âm nhạc của "Creep" thực sự khuấy đảo kênh truyền hình MTV. Ca khúc có được vị trí số 34 tại Billboard Hot 100 rồi quay lại vị trí số 7 tại UK Singles Chart khi EMI cho phát hành đĩa đơn này tại Anh vào tháng 9. Ngay sau đó, Radiohead tiếp tục đi tour tại Mỹ cùng các nghệ sĩ Belly và PJ Harvey, rồi đi tour vòng quanh châu Âu cùng nhóm James.

### 1994–1995:The Bends, xây dựng cộng đồng người hâm mộ
Radiohead bắt đầu dự án album mới vào năm 1994, và họ làm việc cùng nhà sản xuất đình đám John Leckie từ Abbey Road Studios. Căng thẳng gia tăng với những đòi hỏi quá cao từ thành công của "Creep". Radiohead cảm thấy không thoải mái tại phòng thu cho dù đã thu nháp nhiều lần cùng các chất liệu mới. Để thay đổi, họ liền đi tour tại vùng Viễn Đông, Australasia và Mexico và lấy lại niềm tin sau những buổi diễn trực tiếp. Tuy nhiên, vẫn cảm thấy phiền muộn về thành công bất ngờ của mình, Yorke trở nên ảo tưởng về "cuộc sống tột đỉnh quyến rũ, ngổ ngáo mà ngọt ngào của MTV" mà anh cho rằng mình sẽ bán ra toàn thế giới. EP My Iron Lung được phát hành vào cuối năm 1994, đánh dấu việc Radiohead tập trung vào những chủ đề sâu sắc hơn mà họ đang chuẩn bị cho album thứ hai của họ. Đây cũng là lần đầu tiên ban nhạc làm việc cùng Nigel Godrich, khi đó là kỹ thuật viên âm thanh cho Leckie, và họa sĩ thiết kế Stanley Donwood. Doanh thu kém cỏi của My Iron Lung buộc Radiohead phải nghĩ tới những phương án mới nhằm hướng tới những mục tiêu thương mại cho album tiếp theo.
Sau khi giới thiệu thêm một số ca khúc khác trong các dịp đi tour, Radiohead tiến hành thu âm vào cuối năm và cho phát hành The Bends vào tháng 3 năm 1995. Album sử dụng nhiều đoạn riff rất chất lượng và tận dụng tối đa đội hình 3 guitar của nhóm, cùng với đó là trình độ keyboard được cải tiến rõ rệt. Album nhận được những đánh giá tốt hơn, cả về mặt sáng tác lẫn trình diễn. Vẫn luôn bị coi là kẻ đứng ngoài làn sóng Britpop đang phổ biến rộng khắp, Radiohead cuối cùng đã có được thành công ngay tại quê nhà với album này khi các đĩa đơn "Fake Plastic Trees", "High and Dry", "Just" và "Street Spirit (Fade Out)" cùng nhau có được thứ hạng cao tại các bảng xếp hạng. "High and Dry" là bản hít giúp Radiohead tiếp tục có thêm người hâm mộ từ "Creep". The Bends chỉ đạt vị trí 88 tại Anh và tới nay vẫn là album được xếp hạng thấp nhất của ban nhạc. Jonny Greenwood cho rằng The Bends chính là "bước ngoặt" của nhóm: "Lần đầu tiên chúng tôi được xuất hiện trong các cuộc bầu chọn cho album của năm. Đó cũng đúng là lúc mà chúng tôi cảm thấy thật sự đúng đắn khi cùng nhau lập nên ban nhạc." Sau này, The Bends được nhiều đơn vị bình chọn là một trong những album xuất sắc nhất mọi thời đại, và được tạp chí Rolling Stone xếp hạng 111 trong danh sách "500 album vĩ đại nhất" vào năm 2012.
Năm 1995, Radiohead tiếp tục đi tour Bắc Mỹ và châu Âu với sự hỗ trợ từ ban nhạc R.E.M., là một trong những thần tượng của họ và là một trong những ban nhạc thành công nhất thế giới vào thời điểm đó. Nhờ vào một số người hâm mộ đặc biệt của Radiohead có thể kể tới ca sĩ Michael Stipe của R.E.M., cùng hiệu quả từ những video âm nhạc như "Just" và "Street Spirit", đã giúp Radiohead được biết đến nhiều hơn ở ngoài biên giới Anh. Trước buổi trình diễn tại Denver, Colorado, chiếc xe chở ban nhạc cùng toàn bộ nhạc cụ bị đánh cắp. Yorke và Jonny Greenwood đã phải trình diễn bằng các nhạc cụ mộc và thuê thêm rất nhiều nhạc cụ khác, và nhiều show diễn buộc phải hủy bỏ. Video trình diễn trực tiếp đầu tiên của ban nhạc được tổng hợp trong Live at the Astoria được phát hành vào năm 1995.

### 1995–1998:OK Computer, nổi tiếng toàn cầu

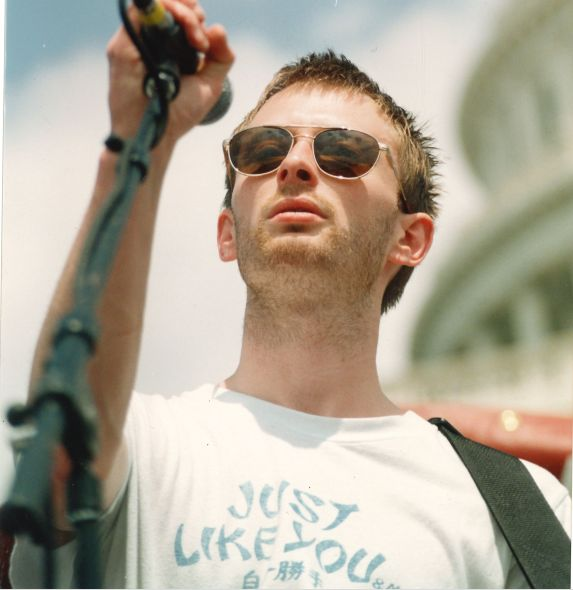
Yorke trình diễn cùng Radiohead năm 1998

Cuối năm 1995, Radiohead thu âm hoàn chỉnh ca khúc mới có tên "Lucky", nằm trong album từ thiện The Help Album của tổ chức War Child với sự cộng tác của Nigel Godrich – kỹ thuật viên trẻ tuổi từng làm việc với họ trong đĩa đơn mặt B năm 1996, "Talk Show Host" phục vụ bộ phim Romeo + Juliet của đạo diễn Baz Luhrmann. Ban nhạc quyết định tự sản xuất album tiếp theo cùng Godrich, và kế hoạch bắt đầu ngay năm 1996. Tới tháng 7, họ đã thu âm được 4 ca khúc tại phòng thu Canned Applause, vốn là một nhà kho để thu hoạch táo ở vùng quê gần Didcot, Oxfordshire. Tháng 8 năm 1995, ban nhạc là khách mời trong buổi diễn của Alanis Morissette. Họ tiếp tục thu âm, nhưng họ dọn tới điền trang từ thế kỷ 15 có tên St. Catherine ở gần Bath. Quá trình thu âm diễn ra hoàn toàn thoải mái, và ban nhạc chơi nhạc mọi giờ trong ngày, tập luyện tại nhiều căn phòng khác nhau và cùng nhau nghe The Beatles, DJ Shadow, Ennio Morricone và Miles Davis để tìm cảm hứng.
Radiohead ra mắt album phòng thu thứ 3, OK Computer, vào tháng 6 năm 1997. Bao gồm nhiều ca khúc rock giàu tính giai điệu, sản phẩm mới này cũng cho thấy ban nhạc dám thử nghiệm nhiều cấu trúc ca khúc mới pha trộn những ảnh hưởng từ ambient, avant garde và nhạc điện tử và được tạp chí Rolling Stone gọi đây là album "gây chấn động của dòng nhạc art rock". Radiohead từ chối cho rằng album thuộc thể loại progressive rock, song những đánh giá của thập niên 1990 thường so sánh OK Computer với các sản phẩm của Pink Floyd – ban nhạc thập niên 1970 ảnh hưởng lớn tới cách chơi guitar của Greenwood. Nhiều người cho rằng album có nhiều điểm tương đồng với siêu phẩm The Dark Side of the Moon (1973), cho dù Yorke nói rằng ca từ của album được lấy cảm hứng từ "tốc độ sống" của thế giới thập niên 1990. Phần ca từ với nhiều nhân vật tượng trưng khác nhau từng được một tờ tạp chí gọi là "dấu chấm hết cho thiên niên kỷ nhạc blues", trái ngược với những ca khúc mang tính cá nhân trong The Bends. Theo nhà phê bình Alex Ross, Radiohead đã trở thành "những chàng trai được mến mộ bởi sự xa cách kỳ lạ". OK Computer có được sự công nhận rộng rãi, và Yorke thừa nhận rằng anh "vui mừng vì phản ứng nhận được. Không ai trong số chúng tôi biết được liệu nó tốt hay dở. Nó thật sự khiến tôi sướng phát điên lên khi mọi người đều hiểu tất cả mọi thứ, mọi chất liệu và âm thanh cũng như tinh thần mà chúng tôi muốn tạo nên."
OK Computer là album đầu tiên của Radiohead đạt vị trí quán quân tại Anh, mở đầu cho thành công của ban nhạc trên toàn thế giới. Cho dù chỉ có được vị trí số 21 tại Mỹ, album vẫn được nhắc tới rộng rãi tại nhiều nơi ở quốc gia này, giúp ban nhạc giành được những giải Grammy đầu tiên, đặc biệt là Album Alternative của năm và đề cử cho Album của năm. "Paranoid Android", "Karma Police" và "No Surprises" là các đĩa đơn của album, và trong số này "Karma Police" là đĩa đơn thành công nhất trên bình diện quốc tế. OK Computer cũng là lần đầu tiên Radiohead có tên trong danh sách album của năm tại Anh. Cùng năm đó, Radiohead là một trong những ban nhạc đầu tiên tại Anh ra mắt website cùng nhiều hạng mục trực tuyến khác; vài năm sau, hàng chục nhóm hâm mộ ban nhạc lần lượt ra đời.
Tour diễn vòng quanh thế giới Against Demons kéo dài gần 1 năm, bao gồm lần xuất hiện đầu tiên ban nhạc tại Liên hoan âm nhạc Glastonbury. Dù có vài trục trặc về thiết bị âm thanh khiến Yorke bực tức rời bỏ sân khấu, buổi trình diễn tại Glastonbury vẫn thường được coi là ấn tượng bậc nhất của Radiohead. Đạo diễn của video "No Surprise", Grant Gee, quay phim toàn bộ tour diễn và biên tập thành bộ phim tài liệu Meeting People Is Easy (1999). Bộ phim minh họa rõ nét sự thờ ơ của ban nhạc với ngành công nghiệp âm nhạc cũng như báo chí, ngoài ra còn cho thấy những bước tiến vượt bậc của họ. Kể từ khi được phát hành, OK Computer thường được ca ngợi là album tiêu biểu của thập niên 1990 và của Thế hệ X, và là một trong những album vĩ đại nhất lịch sử âm nhạc.
Đầu năm 1998, Radiohead trình diễn tại buổi hòa nhạc của tổ chức Ân xá Quốc tế tại Paris và buổi hòa nhạc Tibetian Freedom. Tháng 3, họ cùng Godrich thu âm tại Abbey Road Studios ca khúc cho bộ phim The Avengers có tên "Man of War", nhưng không hài lòng và không cho phát hành ca khúc này. Yorke miêu tả thời kỳ đó là "thấp điểm thực sự" của ban nhạc; anh và O'Brien đều bị căng thẳng cực độ, và ban nhạc gần như cận kề với việc tan rã.

### 1999–2001:Kid A,Amnesiacvà thay đổi âm thanh

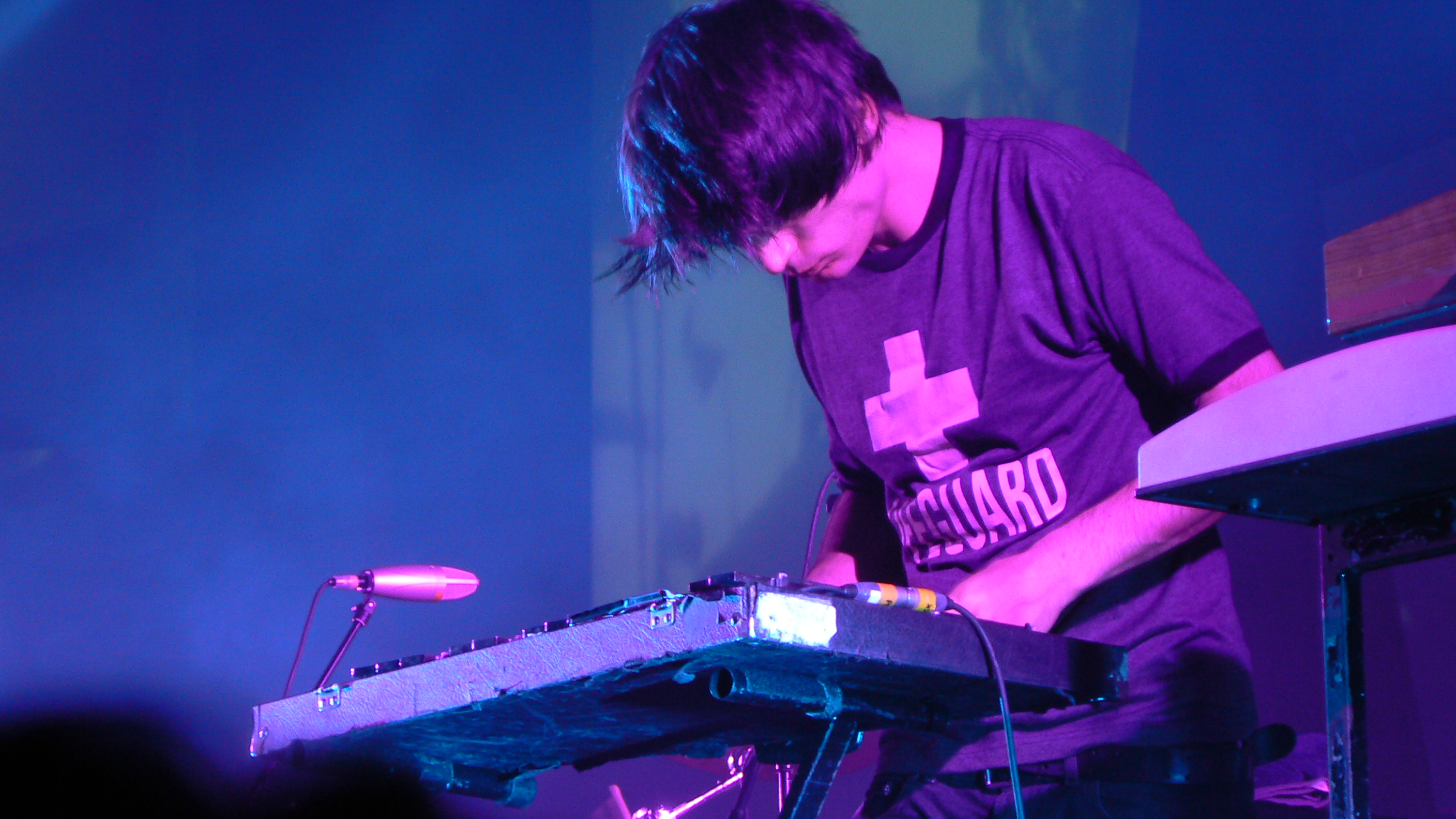
Jonny Greenwood sử dụng nhiều nhạc cụ khác nhau, bao gồm cả glockenspiel, khi thu âm cũng như trình diễn trực tiếp

Đầu năm 1999, Radiohead bắt đầu với dự án thu âm mới. Cho dù thành công của OK Computer giúp họ không gặp áp lực nào từ hãng đĩa, căng thẳng lại ra tăng. Các thành viên có những định hướng khác nhau cho tương lai của ban nhạc, còn Yorke thì rơi vào trạng thái cạn kiệt ý tưởng, khiến anh sáng tác những giai điệu trừu tượng, rời rạc. Radiohead cũng đi theo nhà sản xuất Nigel Godrich tới các phòng thu ở Paris, Copenhagen, Gloucester, và cả phòng thu mới của mình ở Oxford. O'Brien trực tiếp ghi chép lại toàn bộ quá trình này. Sau gần 18 tháng, quá trình thu âm cho album mới hoàn tất vào tháng 4 năm 2000.
Album phòng thu thứ tư của họ, Kid A, được phát hành vào tháng 10 năm 2000. Không còn theo phong cách của OK Computer, Kid A bao gồm những chất liệu và phong cách tối giản kết hợp với nhiều nhạc cụ mới như ondes Martenot, nhịp lập trình bởi máy tính, dàn dây và dàn hơi nhạc jazz. Album có được vị trí quán quân tại rất nhiều quốc gia, trong đó có cả Mỹ và trở thành album quán quân Billboard 200 đầu tiên của ban nhạc, đưa họ trở thành nghệ sĩ Anh đầu tiên có được vị trí số 1 tại đây kể từ ban nhạc Spice Girls vào năm 1996. Thành công của album này thực tế được đánh dấu bằng hình thức marketing kiểu mới khi hầu hết album đã bị chia sẻ bất hợp pháp qua Napster vài tháng trước khi phát hành, ngoài ra còn có lượng lớn người ủng hộ từ thành công của OK Computer. Cho dù Radiohead không cho phát hành bất cứ đĩa đơn nào với Kid A, các đĩa quảng bá "Optimistic" và "Idioteque" vẫn xuất hiện trên sóng phát thanh, và chuỗi 30 giây "blips" – bao gồm những trích đoạn video và giai điệu ngắn các ca khúc – được lên sóng truyền hình và phát tán tự do trên internet. Ban nhạc nghiên cứu cuốn sách No Logo của cây bút chống-chủ-nghĩa-toàn-cầu-hóa Naomi Klein trong thời gian thực hiện album, vậy nên họ quyết định kéo dài tour diễn vòng quanh châu Âu vào mùa hè 2000 cho tới tận cuối năm dưới hình thức dựng lều bạt tự do để quảng bá, ngoài ra họ cũng bán cháy vé 3 buổi diễn tại Bắc Mỹ.
Kid A tiếp tục giúp Radiohead nhận Giải Grammy cho Album Alternative của năm, ngoài ra còn được đề cử cho Album của năm ngay đầu năm 2001. Album giành được sự ủng hộ của giới chuyên môn trong việc giúp thính giả tiếp cận với âm nhạc underground. Một vài đánh giá ở Anh cho rằng Kid A là "một sự tự sát thương mại" và "vô cùng khó bán", mặt khác yêu cầu ban nhạc trở lại phong cách trước đây. Người hâm mộ của Radiohead bị chia đôi: một phần cảm thấy bối rối và bất ngờ, phần còn lại cho đây là sản phẩm tốt nhất của ban nhạc. Tuy nhiên, Yorke từ chối cho rằng Radiohead thờ ơ với bất cứ thành công thương mại nào khi nói: "Tôi thực sự rất rất ấn tượng với việc Kid A được đón nhận tồi tệ thế này... bởi vì âm nhạc của nó đâu quá khó để nắm bắt. Chúng tôi đâu có tự làm khó mình... Chúng tôi chỉ muốn truyền đạt bằng một cách khác, và có vẻ chúng tôi đã làm nhiều người thất vọng... Những gì chúng tôi làm không phải là để như vậy." Album được nhiều tạp chí uy tín như Time và Rolling Stone đánh giá là một trong những album vĩ đại nhất mọi thời đại; Rolling Stone, Pitchfork và Times cũng xếp Kid A là album xuất sắc nhất của thập niên 2000.
Amnesiac được phát hành vào tháng 5 năm 2001, bao gồm các ca khúc còn lại từ quá trình sản xuất Kid A, trong đó có bài hát "Life in a Glasshouse" thu âm cùng nhóm Humphrey Lyttelton. Radiohead chia sẻ họ cảm thấy áp lực khi Amnesiac xứng đáng là một album riêng biệt chứ không phải là sản phẩm thừa từ Kid A. Album có được thành công vang dội về thương mại và chuyên môn trên toàn thế giới, giành vị trí quán quân tại UK Albums Chart và á quân tại Billboard, tiếp tục được đề cử các giải Grammy và Giải Mercury. Sau đó, ban nhạc đi tour tại châu Âu, Bắc Mỹ và Nhật Bản vào tháng 6. Với việc toàn bộ đĩa của Amnesiac được bán sạch chỉ trong vài tuần, tờ The Observer nhận xét đây là "đợt càn quét thị trường Mỹ dữ dội nhất của một nghệ sĩ Anh kể từ Beatlemania", điều mà những nhóm như Oasis đã từng thất bại. Các bản thu của giai đoạn này được Radiohead tổng hợp vào album I Might Be Wrong: Live Recordings được phát hành vào tháng 11 năm 2001.

### 2002–2004:Hail to the Thiefvà các dự án solo
Trong khoảng tháng 7 và 8 năm 2002, Radiohead đi tour tại Bồ Đào Nha và Tây Ban Nha, trình bày nhiều ca khúc mới. Họ lên kế hoạch sản xuất album tiếp theo với chủ đề sự đối lập giữa âm nhạc máy tính và âm nhạc do con người chơi với nhiều âm thanh chân thực hơn. Họ cùng Godrich thu âm trong vòng 2 tuần tại phòng thu Ocean Way Recording tại Los Angeles. Các thành viên của ban nhạc hoàn toàn cảm thấy thoải mái và thư giãn, trái với thời kỳ thu âm Kid A và Amnesiac. Radiohead còn thu âm giai điệu "Split Sides" cho tiểu phẩm vũ kịch sản xuất bởi Merce Cunningham Dance Company, do Học viện Âm nhạc Brooklyn phát hành vào tháng 10 cùng năm.

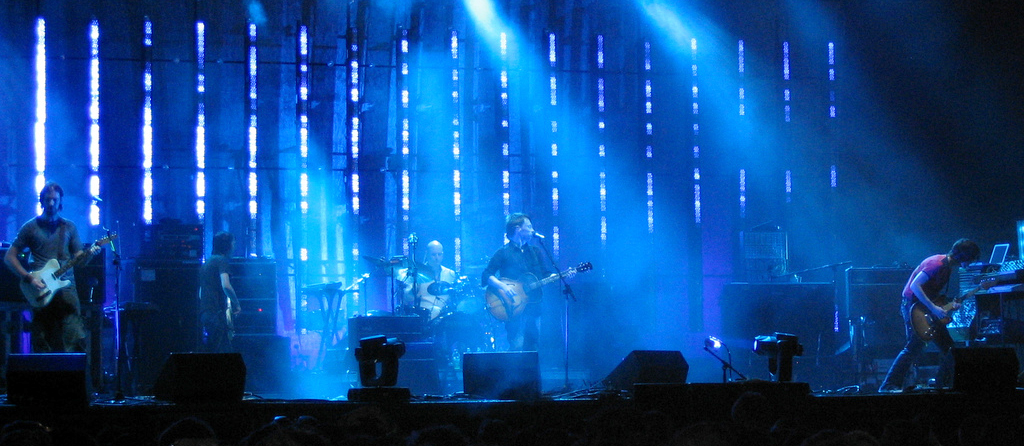
Radiohead tại Lễ hội âm nhạc Coachella 2004

Album thứ sáu của họ, Hail to the Thief, được phát hành vào tháng 6 năm 2003. Ca từ được Yorke miêu tả là "cảm quan chung bao gồm sự thiếu hiểu biết, tính cố chấp, nỗi sợ và sự ngu ngốc", gắn liền với sự kiện George W. Bush đắc cử Tổng thống Hoa Kỳ năm 2000. Album được phát hành trên website của Radiohead bao gồm toàn bộ phim, video âm nhạc và các thu âm phòng thu được phát sóng liên tục. Hail to the Thief dễ dàng có được thành công về mặt thương mại, giành được vị trí quán quân tại Anh và vị trí số 3 tại Mỹ, theo kèm lần lượt là chứng chỉ Bạch kim và Vàng tại 2 quốc gia trên. Các đĩa đơn "There There", "Go to Sleep" và "2 + 2 = 5" đều được phát sóng rộng khắp trên các đài phát thanh. Tại giải Grammy năm 2003, Radiohead có được đề cử cho Album Alternative của năm, trong khi nhà sản xuất Godrich và kỹ thuật viên Darrell Thorp cũng được đề cử cho Album được biên tập xuất sắc nhất. Tháng 5 năm 2003, Radiohead khởi động tour diễn vòng quanh thế giới và lần thứ hai trình diễn tại Liên hoan âm nhạc Glastonbury. Tour diễn hoàn tất đúng một năm sau với phần trình diễn của ban nhạc tại Lễ hội âm nhạc Coachella. Album tuyển tập của Hail to the Thief với nhiều bản thu âm trộn cùng trình diễn trực tiếp mang tên Com Lag (2plus2isfive) được phát hành vào tháng 4 năm 2004.
Hail to the Thief là album cuối cùng của ban nhạc sản xuất cùng EMI. Năm 2006, tờ The New York Times miêu tả Radiohead là "ban nhạc tự do nổi tiếng nhất thế giới". Sau Hail to the Thief, Radiohead tạm thời gián đoạn để dành thời gian cho gia đình. Yorke và Jonny Greenwood tham gia dự án cùng Band Aid 20 với đĩa đơn từ thiện "Do They Know It's Christmas?" do Godrich sản xuất. Jonny Greenwood sáng tác phần soundtrack cho các bộ phim Bodysong (2004) và There Will Be Blood (2007), mở đầu cho rất nhiều dự án hợp tác sau này cùng đạo diễn Paul Thomas Anderson. Tháng 7 năm 2006, Yorke cho ra mắt album solo đầu tay The Eraser, chủ yếu là các giai điệu âm nhạc điện tử. Anh nhấn mạnh rằng album nhận được sự ủng hộ của ban nhạc và Radiohead sẽ không tan rã. Jonny Greenwood chia sẻ: "Anh ấy cần phải thực hiện album đó, và tất cả mọi người đều thấy vui [vì Yorke đã hoàn thành album đó]... Anh ấy vẫn thường phát điên vì mỗi sáng tác của mình lại cần có sự đồng ý của tất cả Radiohead." Selway và Jonny Greenwood xuất hiện trong bộ phim Harry Potter và Chiếc cốc lửa (2005) trong vai thành viên của ban nhạc Quái Tỉ Muội.

### 2005–2008: Chia tay EMI,In Rainbowsvà dự án "thoải mái trả tiền"

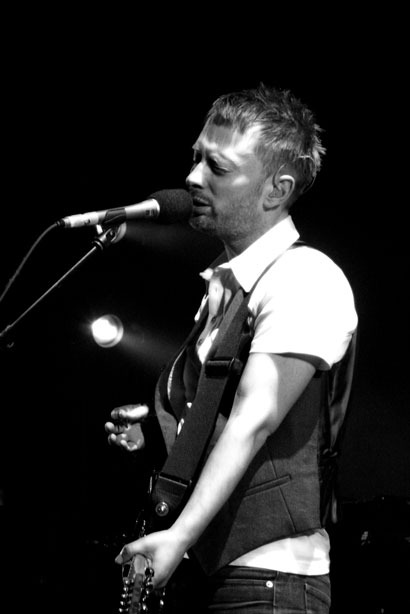
Yorke trên sân khấu cùng Radiohead ở London năm 2006

Radiohead bắt đầu chuẩn bị cho album thứ 7 vào tháng 2 năm 2005. Ngoài Godrich, họ liên hệ với nhà sản xuất Spike Stent, nhưng sự hợp tác không đem đến kết quả tốt. Tới tháng 9, họ thu âm ca khúc "I Want None of This" cho tổ chức War Child trong album từ thiện Help: A Day in the Life. Album được bán trực tuyến và "I Want None of This" là ca khúc được tải về nhiều nhất cho dù nó không được phát hành dưới dạng đĩa đơn. Tuy nhiên tới cuối năm 2006, sau khi đi tour châu Âu và Bắc Mỹ với 13 ca khúc mới, Radiohead quay lại cộng tác cùng Nigel Godrich ở London, Oxford và vài địa điểm nhỏ lẻ vùng Somerset. Công việc hoàn tất vào tháng 6 năm 2007 và việc chỉnh âm được hoàn chỉnh ngay trong tháng sau.
Năm 2007, EMI bị quỹ đầu tư Terra Firma thâu tóm. Radiohead chỉ trích cách quản lý mới và họ không ký gia hạn hợp đồng thu âm. Theo tờ Independant, EMI cũng đã đồng ý trả trước 3 triệu £ cho ban nhạc, nhưng không từ bỏ các quyền liên quan tới album cũ của họ. Một phát ngôn viên của EMI thông báo rằng Radiohead "đòi hỏi số tiền quá lớn". Quản lý của ban nhạc và Yorke đều lên tiếng phủ định việc họ đòi hỏi số tiền lớn, và họ chỉ yêu cầu quyền sở hữu các sản phẩm cũ của mình.
Radiohead tự sản xuất và phát hành album thứ bảy In Rainbows thông qua trang web chính thức của ban nhạc vào tháng 10 năm 2007 dưới định dạng tải kỹ thuật số mà theo đó, người mua thoải mái trả giá mà họ cho là hợp lý cho từng ca khúc hoặc album, thậm chí hoàn toàn không cần trả tiền. Đây là lần đầu tiên một sản phẩm chính thức được kinh doanh theo hình thức "thoải mái trả tiền", mở đầu cho trào lưu toàn cầu và tạo nên nhiều tranh luận trong ngành công nghiệp âm nhạc. Hầu hết các đánh giá đều tích cực, tôn vinh Radiohead đã tạo nên hình thức mới để tiếp cận khán giả dễ dàng hơn. Tuy nhiên một số nghệ sĩ như Lily Allen hay Kim Gordon lại phản đối kịch liệt vì cho rằng mô hình không phù hợp với những sản phẩm ít có cơ hội thành công.
In Rainbows đạt 1,2 triệu lượt tải về chỉ trong ngày đầu tiên. Colin Greenwood giải thích rằng cách phát hành qua internet nhằm tránh đi "danh sách những ca khúc cố định" và "định dạng nhàm chán" cho các đài phát thanh hay TV, ngoài ra còn đảm bảo cho người hâm mộ trên toàn thế giới có thể được tiếp cận sản phẩm một cách đồng thời và tránh được việc thiếu hụt các phiên bản vật lý chính thức. Một ấn bản "Discbox" đặc biệt bao gồm đĩa than, sách ảnh và CD cùng nhiều ca khúc khác cũng được bán hết trên website của Radiohead.
Phiên bản vật lý của  In Rainbows chính thức lên kệ tại Anh vào tháng 12 năm 2007 bởi XL Recordings, và tại Bắc Mỹ vào tháng 1 năm 2008 bởi TBD Records, đạt vị trí quán quân tại cả Anh lẫn Mỹ. Đây chính là album thành công nhất của ban nhạc tại Mỹ chỉ sau Kid A, là album quán quân tại Anh thứ năm của họ và bán được hơn 3 triệu bản chỉ trong năm đầu tiên. In Rainbows nhận được hầu hết những phản hồi tích cực, tôn vinh âm thanh cũng như ca từ mang tính cá nhân hơn so với các sản phẩm trước. Album nhanh chóng có được đề cử tại Giải Mercury, rồi được trao Album Alternative của năm và Giải thưởng sản phẩm thiết kế đóng gói tốt nhất tại Giải Grammy 2009. Đây cũng là lần thứ 3 Radiohead được đề cử Album của năm. Tại lễ trao giải truyền hình trực tiếp, Yorke và Jonny Greenwood đã trình diễn ca khúc "15 Step" cùng ban nhạc Marching Band từ Đại học Nam California.

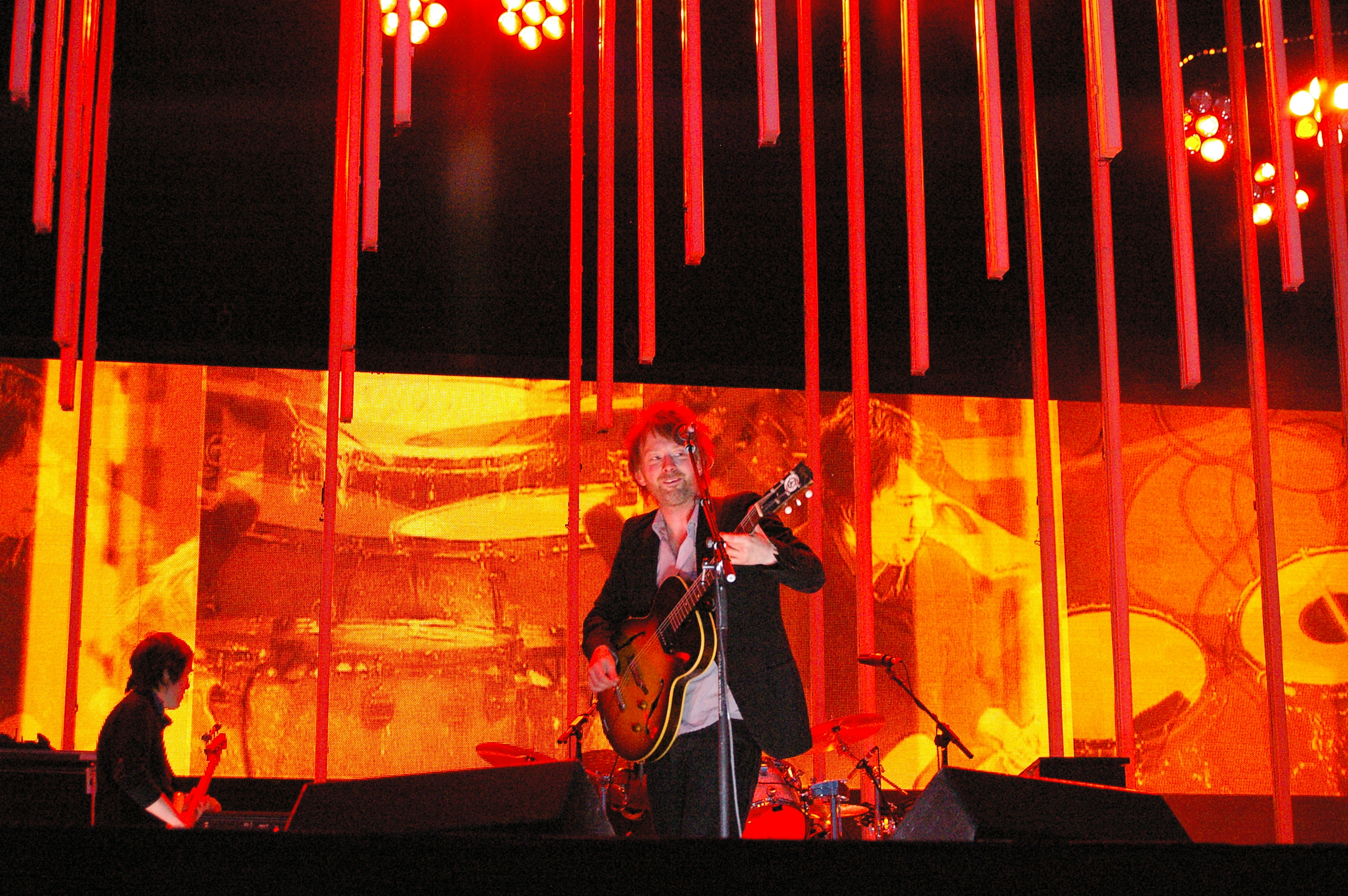
Radiohead tại Liên hoan âm nhạc Main Square năm 2008 tại Arras, Pháp

Các đĩa đơn từ In Rainbows bao gồm "Jigsaw Falling into Place" (phát hành tháng 1 năm 2008) và "Nude" (tháng 3 năm 2008) đạt vị trí 37 tại Billboard Hot 100. Đây là đĩa đơn đầu tiên của Radiohead được xếp hạng tại Mỹ kể từ "High and Dry" (1995) và đĩa đơn Top 40 đầu tiên của họ kể từ "Creep" (1992). Tới tháng 7, ban nhạc phát hành đĩa đơn "House of Cards". Radiohead cũng giới thiệu những đoạn âm thanh trích từ "Nude" and "Reckoner" để người nghe thoải mái trộn âm theo ý thích. Tháng 4 năm 2008, họ ra mắt nền tảng mạng xã hội mang tên W.A.S.T.E. Central. Không lâu sau, VH1 ghi hình buổi trình diễn In Rainbows – From the Basement nằm trong chương trình các buổi diễn đặc biệt From the Basement, sau đó được đăng trên iTunes kể từ tháng 6 cùng năm. Trong khoảng từ giữa năm 2008 đến đầu năm 2009, Radiohead đi tour tại châu Mỹ, châu Âu và Nhật Bản để quảng bá In Rainbows và là nghệ sĩ mở màn Liên hoan Âm nhạc Reading and Leeds vào tháng 8 năm 2009.
Vài ngày sau khi XL Recordings công bố hợp đồng thu âm với Radiohead, box set các thu âm của Radiohead trước In Rainbows được EMI cho phát hành cùng lúc với album này. Nhiều nhà phê bình như tờ Guardian cho rằng đây là chiêu trò trả đũa của EMI với việc Radiohead không ký hợp đồng thu âm với hãng này. Tháng 6 năm 2008, EMI công bố album tuyển tập mang tên Radiohead: The Best Of mà không xin ý kiến từ Radiohead và bao gồm các ca khúc được thu âm khi họ còn trong thời kỳ hợp tác. Yorke chỉ trích sản phẩm này và cho rằng nó là "một cơ hội lãng phí". Năm 2009, EMI tái bản album này bổ sung thêm một số bản thu lưu trữ khác.

### 2009–2010: Các đĩa đơn và dự án khác
Với việc mạng xã hội thay đổi nhanh chóng nhịp sống toàn cầu, Radiohead giảm dần tần suất xuất hiện trước công chúng, tới mức họ không còn chạy bất cứ chương trình quảng bá hay lưu diễn nào trước khi ra mắt sản phẩm mới. Pitchfork bình luận về quãng thời gian này của ban nhạc "sự nổi tiếng đã vượt qua mọi quy chuẩn thông thường về phát hành sản phẩm âm nhạc, đưa họ ngang hàng với những tên tuổi như Beyoncé và Kanye West".
Tháng 5 năm 2009, Radiohead tiến hành thu âm album mới cùng Godrich. Đầu tháng 8, họ cho ra mắt "Harry Patch (In Memory Of)" để tưởng nhớ Harry Patch – người lính Anh cuối cùng còn sống từ Thế chiến I – và quyên góp ủng hộ Binh đoàn lê dương Anh. Ca khúc không mang bất cứ yếu tố rock nào mà chỉ bao gồm giọng ca của Yorke hát cùng dàn nhạc dây được hòa âm bởi Jonny Greenwood. Tới cuối tháng, họ giới thiệu đĩa đơn 2 đĩa đơn "These Are My Twisted Words" theo phong cách krautrock với trống và guitar, được chia sẻ rộng rãi qua nền tảng torrent. Đĩa đơn sau đó được Radiohead phát hành miễn phí đúng một tuần sau đó. Nhiều bình luận cho rằng đây là Radiohead thực hiện một chiến thuật phát hành chưa từng có, không theo bất cứ hình thức marketing truyền thống nào.
Cũng trong năm 2009, Yorke ra mắt ban nhạc mới có tên Atoms for Peace, bao gồm các sáng tác cá nhân do anh thực hiện cùng Godrich và tay bass Flea của nhóm Red Hot Chili Peppers. Họ đi tour vòng quay Bắc Mỹ với 8 buổi diễn. Tháng 1 năm 2010, ban nhạc chơi một buổi diễn duy nhất ở Nhà hát Henry Fonda tại Los Angeles, ủng hộ tổ chức Oxfam. Vé được đem bán đấu giá với số tiền lên tới hơn 500.000 $ và được dành hết cho các nạn nhân của Động đất Haiti 2010. Tới tháng 12, video do người hâm mộ ghi hình lại buổi diễn này mang tên Radiohead for Haiti được đưa lên Youtube cũng như torrent với sự hỗ trợ của chính ban nhạc, với dòng chữ "thoải mái trả tiền" nhằm ủng hộ Oxfam. Tháng 9 năm 2010, Radiohead cho phát hành một video khác do người hâm mộ thực hiện ghi lại buổi diễn của họ ở Prague năm 2009. 2 video này đạt số lượng người xem lớn và được coi là lời chào mời của ban nhạc tới người hâm mộ, hướng tới việc phát hành các sản phẩm phi lợi nhuận qua internet.
Tháng 6 năm 2010, Yorke và Jonny Greenwood bất ngờ xuất hiện tại Liên hoan âm nhạc Glastonbury, trình diễn album The Eraser cùng một vài ca khúc của Radiohead. Không lâu sau, Selway ra mắt album solo đầu tay Familial vào tháng 8. Pitchfork bình luận Selway đã hát và chơi guitar tuyển tập những giai điệu dân ca "êm dịu" kiểu Nick Drake.

### 2011–2012:The King of Limbs

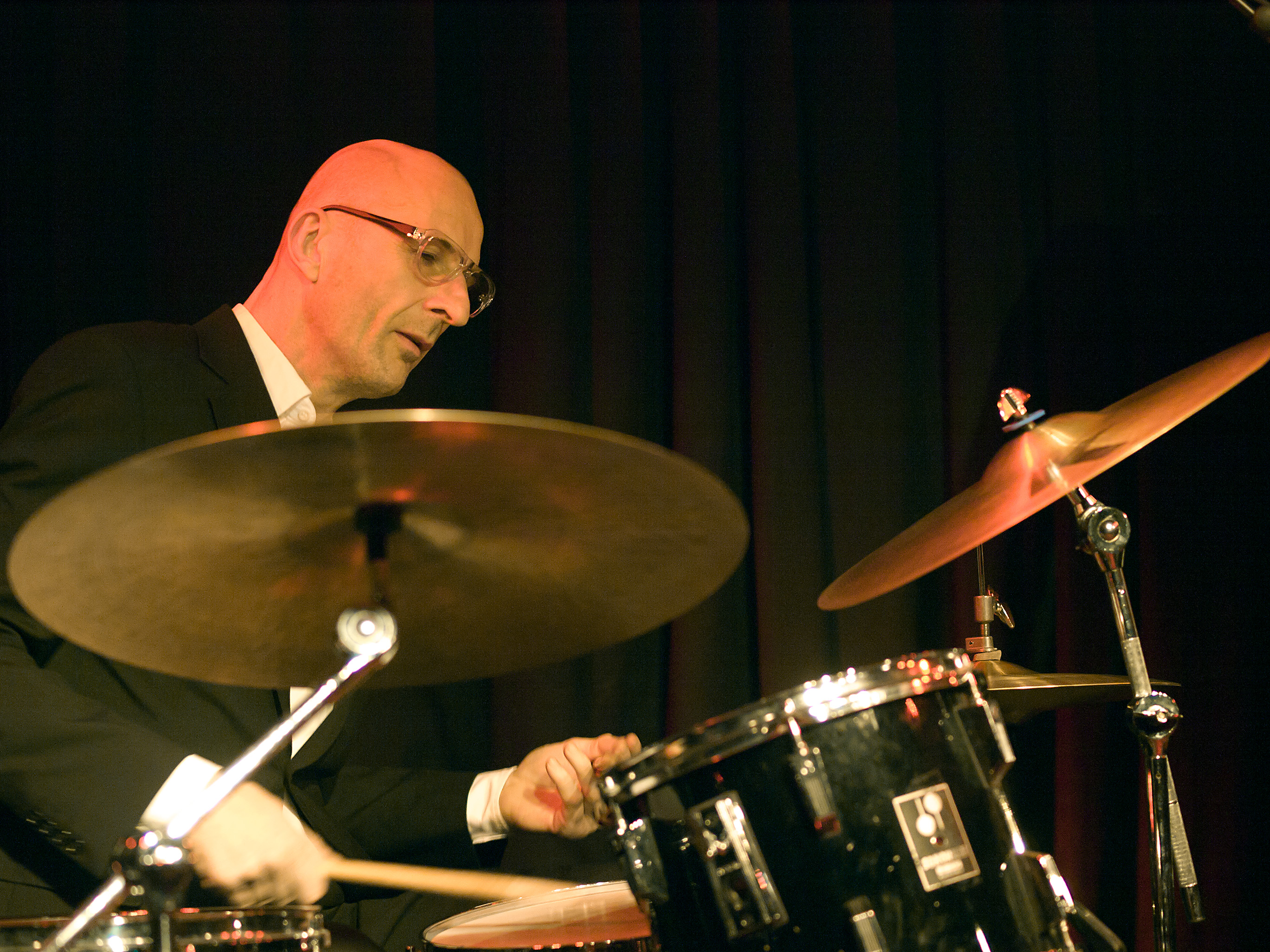
Clive Deamer trở thành thành viên của Radiohead từ tour The King of Limbs. Ảnh chụp năm 2011

Radiohead phát hành album thứ tám, The King of Limbs, vào ngày 18 tháng 2 qua trang chủ của ban nhạc. Trên cơ sở những bản thu cũ cùng nhiều chất liệu rock từ thời kỳ In Rainbows, Radiohead chủ yếu sử dụng các bản thu âm sẵn để sản xuất The King of Limbs qua máy quay đĩa. Ấn bản CD và đĩa than được XL phát hành vào tháng 3, và một ấn bản đặc biệt "dạng báo" của album được bày bán vào tháng 5. 300.000 tới 400.000 bản được bán qua trang web của Radiohead; và album có được vị trí số 6 tại Billboard 200 với 69.000 bản trong tuần đầu tiên. Tại Anh, album có được vị trí số 7 tại UK Albums Chart với 33.469 bản trong tuần đầu tiên. Album nhận được 5 đề cử tại Giải Grammy lần thứ 54 cho Album Alternative của năm, Thiết kế xuất sắc nhất, Video ca nhạc ngắn xuất sắc nhất (cho ca khúc "Lotus Flower"), Trình diễn Rock xuất sắc nhất ("Lotus Flower") và Bài hát Rock xuất sắc nhất ("Lotus Flower"). Hai ca khúc ngoài album là  là "Supercollider" và "The Butcher" được phát hành đĩa đơn tại sự kiện Record Store Day vào tháng 4. Một ấn bản remix bởi nhiều nghệ sĩ mang tên TKOL RMX 1234567 được ra mắt vào tháng 9.
Với phần nhịp vô cùng phức tạp của The King of Limbs, Radiohead tuyển thêm tay trống Clive Deamer từ nhóm Portishead và Get the Blessing. Deamer từng là thành viên trình diễn cùng Radiohead tại nhiều tour diễn trước đó. Ngày 24 tháng 6, Radiohead bất ngờ xuất hiện tại Liên hoan Glastonbury, lần đầu trình diễn những ca khúc của The King of Limbs trước công chúng. Họ cùng nhau thu âm album From the Basement lần thứ hai, sau này được phát hành vào tháng 12 năm 2011 dưới tên The King of Limbs: Live from the Basement. Chương trình được BBC phát sóng trên toàn thế giới, đồng thời được bán dưới dạng DVD và Blu-Ray. . Buổi diễn giúp ban nhạc có đĩa đơn mặt A-kép "The Daily Mail / Staircase", tải trực tuyến từ ngày 12 tháng 12 năm 2011. Tháng 2 năm 2012, Radiohead bắt đầu tour diễn Bắc Mỹ kéo dài của mình bao gồm Mỹ, Canada và Mexico. Trong thời gian này, họ tới thu âm tại phòng thu Third Man Records của Jack White, tuy nhiêu sau đó hủy bỏ toàn bộ các bản thu.
Ngày 16 tháng 6 năm 2012, chỉ khoảng 1 giờ trước trước khi mở cửa công viên Downsview ở Toronto trong buổi diễn cuối cùng của nhóm tại Bắc Mỹ, phần mái của sân khấu sập khiến kỹ thuật viên trống Scott Johnson thiệt mạng và 3 người khác trong ban kỹ thuật của ban nhạc bị thương nặng. Vụ sập cũng phá hủy phần lớn phần ánh sáng và nhiều thiết bị khác của buổi diễn. Không có thành viên nào của ban nhạc có mặt trên sân khấu lúc đó. Buổi diễn lập tức bị hủy bỏ, và tour diễn của Radiohead ở châu Âu bị hoãn lại. Sau khi điều chỉnh lại lịch diễn, Radiohead dành phút tưởng niệm cho Johnson tại buổi diễn ở Nîmes, Pháp vào tháng 7. Tháng 6 năm 2013, Bộ Lao động của bang Ontario tuyên án Live Nation Canada Inc. cùng 2 công ty thành viên và một cá nhân phụ trách dàn dựng sân khấu với 13 tội danh theo Luật Chăm sóc sức khỏe và An toàn lao động. Tháng 9 năm 2017, sau nhiều lần bị trì hoãn, theo án lệ Jordan, vụ án vượt quá thời hạn tố tụng và không thể khởi tố. Radiohead sau đó cũng có đăng tải ý kiến về quyết định này của tòa án. Trách nhiệm trong tai nạn chết người này được tái thẩm vào năm 2019.

### 2013–2014: Các dự án cá nhân và hoàn tất thủ tục với XL

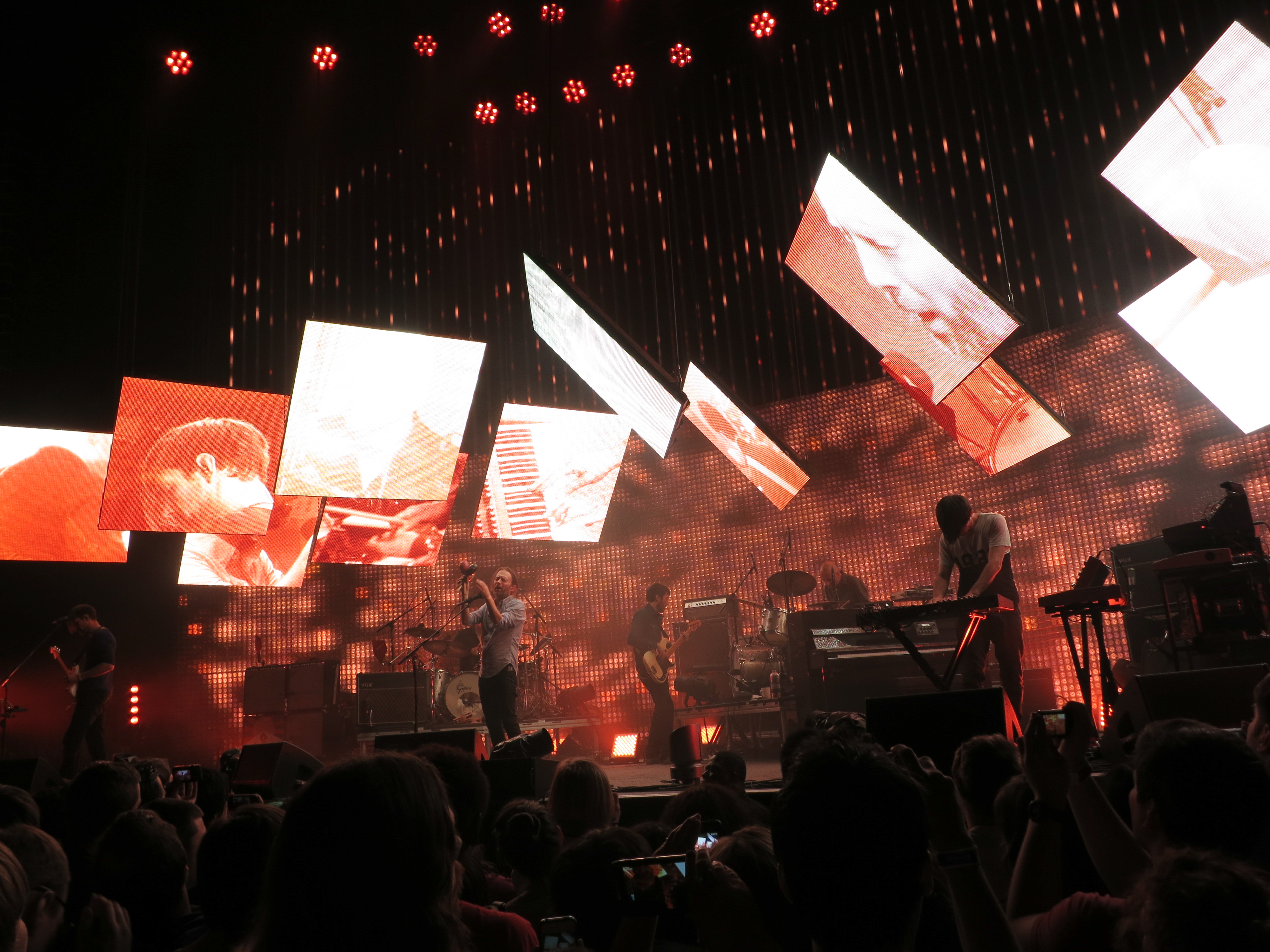
Radiohead trên sân khấu trong khuôn khổ tour King of Limbs năm 2012

Sau tour The King of Limbs, các thành viên của Radiohead dành thời gian cho các dự án cá nhân. Tháng 2 năm 2013, Yorke và Godrich cho phát hành album phòng thu Amok cùng ban nhạc của họ Atoms for Peace. Hai nghệ sĩ là những người dẫn đầu làn sóng chỉ trích mô hình phát trực tuyến của Spotify, cho rằng Spotify là bên duy nhất hưởng lợi với hệ thống lưu trữ khổng lồ, thay vào đó mong muốn các nghệ sĩ nên tạo nên "những kết nối trực tiếp" với khán giả.
Ngày 11 tháng 2 năm 2014, Radiohead cho ra mắt ứng dụng Polyfauna cho iOS và Android do Universal Everything thiết kế từ âm nhạc và hoạt họa viễn tưởng trong The King of Limbs. Vào tháng 5, Yorke sáng tác nhạc phim Subterranea cho bộ phim ngắn The Panic Office, phục vụ triển lãm của ban nhạc tại Sydney, Úc. Cuối năm, Yorke và Selway tiếp tục cho ra mắt các album phòng thu cá nhân mang tên Tomorrow's Modern Boxes và Weatherhouse. Jonny Greenwood sáng tác nhạc cho bộ phim Inherent Vice của Wes Anderson, bao gồm ca khúc mới của Radiohead là "Spooks", trình bày bởi Greenwood và 2 thành viên của nhóm Supergrass. Greenwood, Godrich, nhạc sĩ Shye Ben Tzur cùng các nghệ sĩ Ấn Độ sau đó phát hành album Junun vào tháng 11 năm 2015, theo kèm là bộ phim tài liệu do Anderson thực hiện.
Tháng 4 năm 2016, XL Recordings công bố sở hữu toàn bộ lưu trữ của Radiohead và sau đó tái bản các bản thu của In Rainbows và The King of Limbs cùng các sản phẩm của Yorke. XL cũng cho phát hành các album của Radiohead dưới dạng đĩa than vào tháng 5 năm 2016.

### 2015–2016:A Moon Shaped Pool
Radiohead khởi động dự án thu âm album phòng thu thứ chín vào tháng 9 năm 2014. Năm 2015, họ cùng nhau tới phòng thu La Fabrique gần Saint-Rémy-de-Provence, Pháp. Quá trình sản xuất bị phủ bóng bởi việc cha của Godrich qua đời, và bạn gái lâu năm của Yorke là Rachel Owen mất sau nhiều năm mắc bệnh ung thư. Công việc tiếp tục bị gián đoạn khi ban nhạc phải tập trung sáng tác nhạc phim Spectre (2015) trong loạt phim James Bond. Tuy nhiên ca khúc chủ đề "Spectre" bị từ chối, và Radiohead sau đó đăng lên nền tảng SoundCloud vào dịp Giáng sinh.
Album thứ chín mang tên A Moon Shaped Pool được Radiohead phát hành chính thức vào tháng 5 năm 2016 trên website và các nền tảng trực tuyến, sau đó được XL Recordings bày bán vào tháng 6. Hai đĩa đơn được phát hành dưới dạng video âm nhạc là "Burn the Witch" và "Daydreaming". Album bao gồm nhiều sáng tác cũ nhưng chưa từng được phát hành của ban nhạc, tiêu biểu là "True Love Waits" với dàn nhạc dây và tốp ca từ Dàn nhạc giao hưởng đương đại London. Album trở thành album quán quân thứ 6 tại Anh của ban nhạc, và đạt vị trí số 3 tại Mỹ. Album cũng giúp Radiohead lần thứ 7 có đề cử tại Giải Mercury, trở thành nghệ sĩ có nhiều lần đề cử nhất tại giải thưởng này, sau đó giành giải "Album nhạc alternative xuất sắc nhất", "Bài hát rock hay nhất" ("Burn the Witch") tại Giải Grammy lần thứ 59. A Moon Shaped Pool cũng được nhiều đơn vị bình chọn là một trong những album xuất sắc nhất của năm 2016.

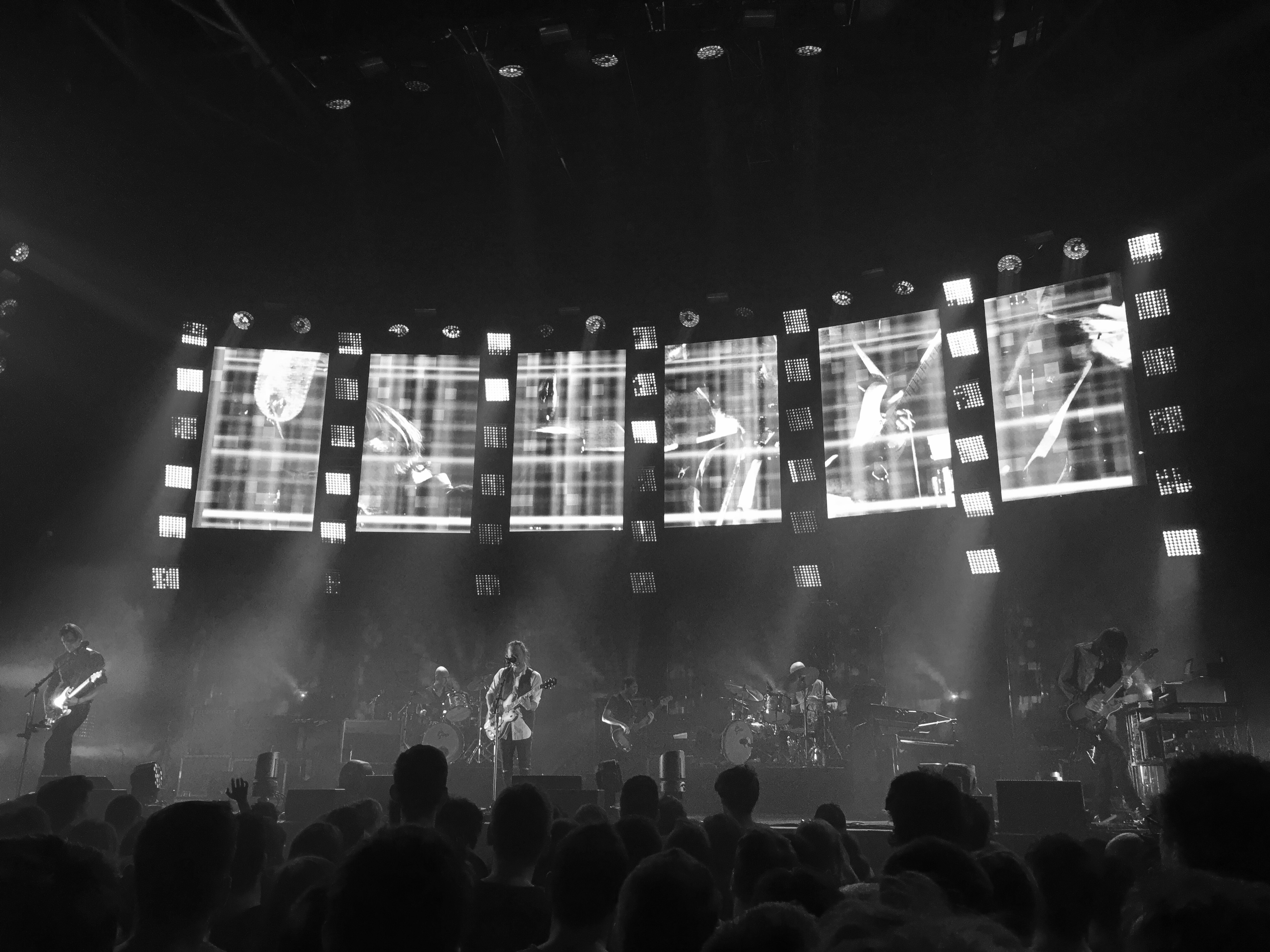
Radiohead trên sân khấu tại tour A Moon Shaped Pool năm 2016

Radiohead đi tour châu Âu, Nhật Bản, Bắc và Nam Mỹ tới năm 2018, đặc biệt khi được mở màn tại các lễ hội âm nhạc Coachella và Glastonbury. Ban nhạc thậm chí còn trình diễn tại Tel Aviv, gây nên làn sóng chỉ trích từ nhóm Boycott, Divestment and Sanctions vốn kêu gọi tẩy chay Israel. Nhiều nghệ sĩ không hài lòng về buổi diễn này, trong đó có cả Roger Waters, Ken Loach cùng 50 gương mặt nổi tiếng khác đã cùng nhau ký vào yêu cầu Radiohead hủy bỏ buổi diễn. Yorke chỉ bình luận: "Chơi nhạc tại một quốc gia không đồng nghĩa với việc ủng hộ Chính phủ của quốc gia đó. Âm nhạc, nghệ thuật và hàn lâm là những điều vượt qua mọi biên giới, mở rộng tâm hồn, và chia sẻ tính nhân văn, khả năng tương tác và quyền tự do ngôn luận."

### 2017–2020:OKNOTOKvàMiniDiscs [Hacked]
Tháng 6 năm 2017, nhân kỷ niệm 20 năm phát hành OK Computer, Radiohead cho tái bản thành album tuyển tập OKNOTOK 1997 2017, bổ sung thêm nhiều bản thu chưa từng công bố trong quá trình sản xuất album này. Cùng lúc, ban nhạc quảng bá video âm nhạc của các ca khúc mới "I Promise", "Man of War" và "Lift". OKNOTOK đạt vị trí á quân tại UK Albums Chart, góp phần tạo nên tiếng vang cho Radiohead trước khi trình diễn tại Glastonbury, và sau đó đạt vị trí 23 tại Billboard 200. Yorke và Jonny Greenwood trình diễn từ thiện tại Marche, Ý vào tháng 8, ủng hộ các nạn nhân của thảm họa động đất tại miền Trung nước này. Tháng 9 cùng năm, bộ phim tài liệu nổi tiếng Blue Planet II đã giới thiệu ấn bản mới của ca khúc "Bloom" do nhạc sĩ Hans Zimmer hòa âm phối khí.
Radiohead được đề cử tại Đại sảnh Danh vọng Rock and Roll vào năm 2017 — năm đầu tiên mà họ đạt đủ các tiêu chí. Họ được đề cử lần thứ 2 vào năm 2018, và chính thức được vinh danh vào tháng 3 cùng năm. Do Jonny Greenwood và Yorke đều không quan tâm tới sự kiện này, nên Selway và O'Brien đã đại diện ban nhạc tới phát biểu và nhận danh hiệu. Ca sĩ David Byrne đã đọc lời dẫn và ca ngợi những đổi mới trong âm nhạc và phát hành sản phẩm âm nhạc mà Radiohead thực hiện, những điều mà theo anh đã thay đổi toàn bộ nền công nghiệp âm nhạc.
Tháng 6 năm 2019, những bản thu nháp của Radiohead trong quá trình thực hiện OK Computer bị phát tán trực tuyến trên mạng. Để xử lý vấn đề này, ban nhạc đã tổng hợp thành một CD MiniDiscs [Hacked] có thể tải trực tuyến qua Bandcamp, và toàn bộ doanh thu được gửi cho tổ chức môi trường Extinction Rebellion. Tháng 12 cùng năm, Radiohead cho phát hành miễn phí toàn bộ các đĩa nhạc của mình trên nền tảng YouTube. Chỉ một tháng sau, họ đưa vào hoạt động Radiohead Public Library, một nền tảng lưu trữ trực tuyến toàn bộ các sản phẩm của ban nhạc, bao gồm cả các video âm nhạc, trình diễn trực tiếp, các tác phẩm nghệ thuật khác, và bộ phim tài liệu Meeting People Is Easy (1998). Họ từng khóa toàn bộ các nội dung trực tuyến vào dịp Blackout Tuesday ngày 2 tháng 6 năm 2020 để phản đối các hành động phân biệt chủng tộc và bạo lực của cảnh sát.
Selway sau đó giới thiệu sản phẩm solo tiếp theo là album nhạc phim Let Me Go. Jonny Greenwood nhận được đề cử Giải Oscar cho nhạc phim xuất sắc nhất cho bộ phim Bóng ma sợi chỉ của Wes Anderson và tiếp tục sản xuất nhạc phim cho You Were Never Really Here (2018) của đạo diễn Lynne Ramsay. Yorke cũng ra mắt album nhạc phim đầu tiên cho bộ phim Suspiria (2018), sau đó là dự án solo tiếp theo Anima (2019) đi kèm là bộ phim ngắn do Anderson sản xuất. Năm 2020, O'Brien phát hành album solo đầu tay Earth dưới nghệ danh EOB. Anh chia sẻ từng nhiều năm sáng tác ca khúc, nhưng tự cảm thấy chúng có "năng lượng khác biệt" với Radiohead.

### 2021–nay:Kid A Mnesiavà The Smile

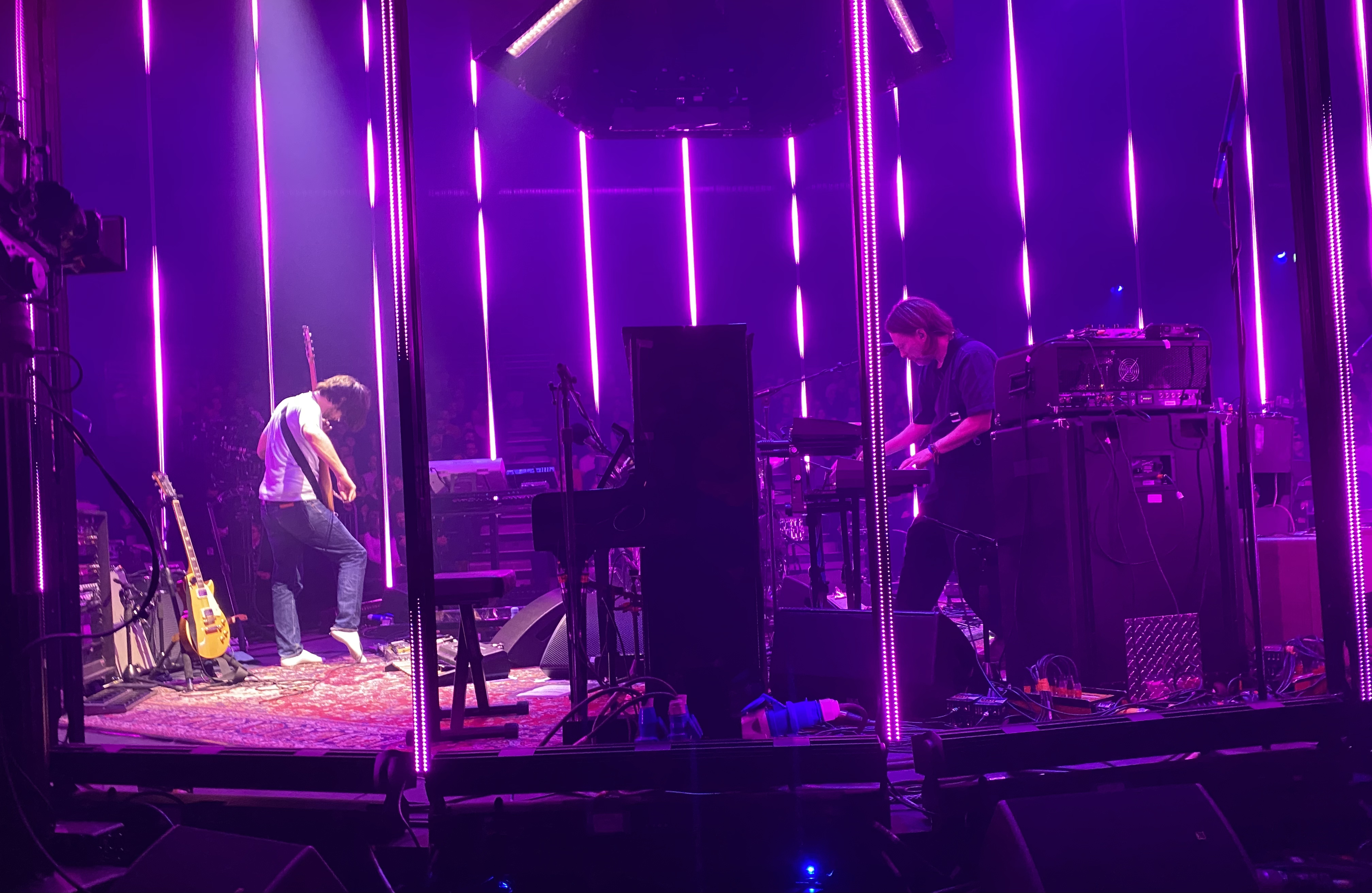
Jonny Greenwood, Yorke và tay trống Tom Skinner trình diễn dưới tên nhóm The Smile, tháng 1 năm 2022

Đại dịch COVID-19 buộc Radiohead phải hủy bỏ kế hoạch lưu diễn trong năm 2021. Tháng 11, họ ra mắt siêu album kỷ niệm 20 năm phát hành có tên Kid A Mnesia, tổng hợp toàn bộ các ca khúc tại Kid A và Amnesiac cùng nhiều bản thu chưa từng công bố. Các đĩa đơn quảng bá và video của các ca khúc "If You Say the Word" và "Follow Me Around" có thể được tải trực tuyến. Kế hoạch trưng bày triển lãm thị giác liên quan tới album này cũng bị hủy do ảnh hưởng của dịch bệnh; vậy nên ban nhạc cho phát hành phiên bản kỹ thuật số Kid A Mnesia Exhibition trên các nền tảng PlayStation 5, macOS và Windows.
Trong phần diễn khai mạc Lễ hội Glastonbury, Yorke và Jonny Greenwood lần đầu giới thiệu ban nhạc The Smile, hợp tác cùng Godrich và tay trống Tom Skinner. Greenwood cho rằng dự án phản ánh cách mà anh và Yorke vượt qua các giai đoạn Phong tỏa do COVID-19. Alexis Petridis từ The Guardian bình luận The Smile "là phiên bản xương xẩu và khó nhằn hơn của Radiohead" với nhịp kỳ lạ, riff phức tạp và tính phiêu diêu nhịp motorik "cứng rắn". Tháng 5 năm 2022, The Smile phát hành album đầu tay A Light for Attracting Attention. Nhà phê bình Ryan Dombal từ Pitchfork viết rằng album "ngay lập tức trở thành sản phẩm phụ xuất sắc nhất của Radiohead". Ngay trong tháng 5, The Smile đi tour toàn thế giới.
Năm 2022, Colin Greenwood đi tour tại Úc cùng ban nhạc của Nick Cave và Warren Ellis, và sau đó cùng Cave đi lưu diễn Bắc Mỹ vào cuối năm 2023. Selway tiếp tục ra mắt album phòng thu thứ ba Strange Dance vào tháng 2 năm 2023. Anh cho rằng các thành viên của Radiohead cảm thấy hạnh phúc khi được hợp tác với các nghệ sĩ khác, và mọi dự án đều được mang "danh nghĩa" cùng Radiohead. Jarak Qaribak, album phòng thu của Jonny Greenwood thu âm cùng nghệ sĩ rock người Israel Dudu Tassa, được phát hành vào tháng 6 năm 2023.

## Phong cách âm nhạc
Âm nhạc của Radiohead được định nghĩa gần với các thể loại art rock, alternative rock, electronica, experimental rock, progressive rock, Britpop, grunge, art pop và electronic rock. Jonny Greenwood cho rằng Radiohead luôn hướng tới việc cân bằng giữa tính thể nghiệm và các trường phái rock, nhằm không trở thành một nghệ sĩ "thể nghiệm" và không muốn tạo nên các sản phẩm giống nhau.
Hầu hết các giai điệu được sáng tác bởi Yorke và do Jonny Greenwood hòa âm phối khí trước khi để các thành viên khác phát triển những phần nội dung khác. Trong khi Greenwood được đào tạo nhiều kiến thức nhạc lý thì Yorke thậm chí còn không biết đọc bản nhạc. Nhà phê bình Ryan Dombal bình luận trên Pitchfork rằng "bộ đôi này như thể bán cầu não trái và phải, trở thành một trong những bộ đôi phiêu lưu bậc nhất lịch sử nhạc rock".
Nếu như Yorke được coi là tổng đạo diễn của ban nhạc, thì các thành viên khác đều tham gia ít nhiều vào quá trình phối khí. Năm 2004, Yorke từng chia sẻ rằng sức mạnh của anh "thực sự không cân bằng" và muốn "khơi dậy nguồn sức mạnh của mọi người bằng mọi giá" để album trở nên dân chủ hơn. Anh từng xin lỗi các thành viên vì cách "chỉ đạo kỳ quặc" của mình. O'Brien cho biết "ở Radiohead, mọi người đều không thể thay thế" và mọi thành viên đều cảm thấy thoải mái với vai trò của mình.
Nếu như Jonny Greenwood phụ trách phần guitar lead của ban nhạc, O'Brien lại tạo nên nhiều loại âm thanh khác qua các thiết bị tạo hiệu ứng. Ban nhạc thường thử nhiều cách xử lý một ca khúc, và vài ca khúc khiến ban nhạc phải tốn hàng năm trời đề hoàn thiện. Ví dụ ca khúc "True Love Waits" được Radiohead trình diễn lần đầu vào năm 1995, nhưng phải tới năm 2016 họ mới phát hành bản thu chính thức trong album phòng thu A Moon Shaped Pool. Jonny Greenwood cho rằng Radiohead là "hòa âm để tạo nên ca khúc bằng mọi thứ công nghệ có được", từ đàn cello cho đến máy tính cá nhân.
Giai đoạn sản xuất Kid A và Amnesiac đánh dấu những thay đổi đáng kể trong phương thức sáng tác và làm việc của Radiohead. Các thành viên được thoải mái thử nghiệm chất liệu, thậm chí thay đổi nhạc cụ với nhau nhằm thay đổi từ chất rock cơ bản thành những âm thanh điện tử. Trong Kid A và Amnesiac, Yorke chơi keyboard và bass, Jonny Greenwood chơi đàn ondes Martenot, Colin Greenwood phụ trách các băng thâu, còn O'Brien và Selway phụ trách trống cùng các thiết bị đếm nhịp điện tử.

### Ảnh hưởng
Những nghệ sĩ ảnh hưởng nhất tới Radiohead có thể kể tới Queen, Bob Dylan, Pink Floyd và Elvis Costello, các nhóm post punk như Joy Division, Siouxsie và Magazine, cùng các ban nhạc alternative rock nổi tiếng trong thập niên 1980 như R.E.M., U2, The Pixies, The Smiths và Sonic Youth. Jonny Greenwood từng chia sẻ tay guitar của nhóm Magazine là John McGeoch là thần tượng guitar của mình. Giữa thập niên 1990, Radiohead bắt đầu áp dụng những công nghệ từ âm nhạc hip-hop, phỏng theo cách sử dụng băng thâu của DJ Shadow và dần bị thu hút với việc sản xuất âm nhạc máy tính. Những nhân vật khác có ảnh hưởng lớn tới ban nhạc là nhạc sĩ nhạc phim Ennio Morricone, các tượng đài của thập niên 1960 là The Beatles và The Beach Boys, và kỹ thuật "bức tường âm thanh" của Phil Spector.
Các nghệ sĩ nhạc jazz của thập niên 1960–70 như Miles Davis, Charles Mingus và Alice Coltrane cũng ảnh hưởng lớn tới Radiohead. Jonny Greenwood nói: "Chúng tôi mang cho nhau nghe những album nhạc jazz yêu thích và nói: chúng ta phải làm thứ này. Và chúng tôi cùng nhau thưởng thức những âm thanh thất bại của mình". Anh so sánh việc ban nhạc trải nghiệm nhạc jazz tương tự với việc các ban nhạc Anh nghiên cứu nhạc blues của Mỹ vào thập niên 1950. Tay trống Clive Deamer, người thu âm và trình diễn cùng Radiohead từ năm 2011, đánh giá ban nhạc không hề giống một nhóm nhạc rock vì các phương pháp đều gần với nhạc jazz hơn. "Họ thận trọng thử nghiệm vào từng bài hát để tránh những sự rập khuôn hay hình mẫu tiêu chuẩn... Không có một ban nhạc rock nào làm như vậy. Đó là tinh thần của nhạc jazz."
Âm nhạc điện tử trong thời kỳ Kid A và Amnesiac được Yorke lấy cảm hứng từ các nghệ sĩ của hãng Warp Records như Aphex Twin. Năm 2013, chính Yorke đã nhắc tới Aphex Twin là nghệ sĩ có ảnh hưởng lớn nhất với cá nhân anh. Bản thân Kid A cũng bao gồm nhiều bản nháp các thu âm từ máy tính. Các nhóm krautrock thập niên 1970 như Can hay Neu! cũng ảnh hưởng lớn tới Radiohead. Mối quan tâm của Jonny Greenwood tới âm nhạc cổ điển, bao gồm các nhạc sĩ Krzysztof Penderecki và Olivier Messiaen, cũng đóng vai trò lớn trong các sản phẩm của ban nhạc. Kể từ album Kid A, Greenwood ngày một sử dụng nhiều hơn đàn ondes Martenot, một loại nhạc cụ do Messiaen phổ biến. Hàng loạt nghệ sĩ nhạc điện tử, hip-hop và âm nhạc thể nghiệm như Björk, M.I.A., Liars, Modeselektor và Spank Rock đã được Radiohead nhắc đến trong quá trình sản xuất In Rainbows. Năm 2011, Yorke lên tiếng phủ nhận Radiohead "chơi âm nhạc thể nghiệm" mà chỉ đơn thuần "liên tục hấp thu âm nhạc" từ rất nhiều nghệ sĩ khác nhau.

### Chủ đề và ca từ
Thom Yorke là người viết lời cho toàn bộ ca khúc của Radiohead. Hầu hết nội dung đều mang tính cá nhân, và Yorke bắt đầu áp dụng lối viết "lắp ghép" từ ngữ và câu chữ một cách ngẫu nhiên kể từ quá trình sản xuất Kid A. Anh thường đưa vào các định kiến, thành ngữ hoặc các câu phổ thông giải thích rằng "trí tuệ được bổ sung bởi những dữ liệu vô nghĩa". Ryan Kearney từ tờ The Republic đặt tên lối viết ca từ sử dụng các câu nói phổ thông là "Radioheadisms" với mục đích "làm giảm giá trị thứ ngôn ngữ phổ thông mà chúng ta vẫn thường dùng và phơi bày sự nhạt nhẽo của ngôn từ hàng ngày".
Theo Yorke, chủ đề của ca khúc thường lấy cảm hứng từ sự tức giận, bắt nguồn từ những trăn trở về các vấn đề chính trị và môi trường và được viết "với mạch suy nghĩ nước đôi". Pitchfork bình luận ca từ của Yorke trong A Moon Shaped Pool đã bớt tính thê lương, thay vào đó có thêm sự băn khoăn và ngạc nhiên. Năm 2004, Yorke từng phủ nhận Radiohead đang sáng tác âm nhạc "trầm cảm": "Âm nhạc trầm cảm với tôi là thứ âm nhạc bỏ đi. Âm nhạc của chúng tôi như một làn gió trong lành – chỉ có một chút hạt bụi độc lẫn trong đó mà thôi."

## Thành tựu
Radiohead thường được đánh giá là một trong những nghệ sĩ quan trọng nhất của thế kỷ 21. Tính tới năm 2011, Radiohead đã bán được 30 triệu album trên toàn cầu. Vác album The Bends và OK Computer ảnh hưởng lớn tới các nhiều thế hệ nghệ sĩ Anh sau này, bao gồm Coldplay, Keane, James Blunt và Travis.  Âm nhạc thể nghiệm của Radiohead đã góp phần mở rộng thể loại alternative rock.
Theo nhà báo Stephen Thomas Erlewine từ AllMusic, ngay từ đầu thế kỷ 21, Radiohead đã dám "chạm vào tất cả những thứ vốn bị coi là kỳ lạ và thử thách đối với nhạc rock", giống như David Bowie, Pink Floyd và Talking Heads trước đây. Năm 2001, một trong những người có sức ảnh hưởng lớn tới những ngày đầu tiên, Johnny Marr của nhóm The Smiths, từng cho rằng Radiohead là nghệ sĩ "có những ảnh hưởng lớn giống như The Smiths".
Năm 2003, Robert Christgau bình luận rằng Radiohead là "ban nhạc trẻ duy nhất vừa nhận được sự đồng thuận về chuyên môn vừa có thể lấp kín mọi sân khấu lớn hơn cả Hammerstein Ballroom". Gavin Haynes từ tạp chí NME miêu tả Radiohead vào năm 2014 là "Beatles của thế hệ chúng ta". Năm 2020, Radiohead được nhà nghiên cứu Daphne Brooks đánh giá "ban nhạc da-màu nhất trong số các ban nhạc da-trắng từ hơn 30 năm qua" dựa vào những thử nghiệm với jazz, cũng như những ảnh hưởng từ các nghệ sĩ da màu cùng "tương tác với những thế giới khác" qua những dự án phối hợp cùng nghệ sĩ da màu.

### Nền công nghiệp âm nhạc
Kid A chính là album tiên phong việc sử dụng internet để phân phối và phát trực tuyến các sản phẩm âm nhạc. Mô hình thoải-mái-trả-tiền của In Rainbows cũng được coi là bước ngoặt trong ngành bán lẻ âm nhạc. Forbes viết rằng album "mở đường cho những hình thức phát hành nhạc bất thường khác trong thời đại internet", được tiếp nối bởi những Beyoncé hay Drake. Năm 2019, trong buổi lễ vinh danh Radiohead tại Đại sảnh Danh vọng Rock and Roll, ca sĩ David Byrne của Talking Heads, một trong những nghệ sĩ ảnh hưởng lớn tới Radiohead, đã ca ngợi những cải tiến trong việc thu âm và phân phối âm nhạc, những điều mà theo ông đã làm thay đổi toàn bộ nền công nghiệp âm nhạc.

### Danh hiệu
Radiohead's work places highly in both listener polls and critics' lists of the best music of the 1990s and 2000s. In a 2004 list composed by 55 musicians, writers and industry executives, Rolling Stone named Radiohead 73rd-greatest artist of all time. They have been listed among the greatest bands of all time by Spin (15th) and among the greatest artists by VH1 (29th). They were also named the third-best British band in history by Harry Fletcher of the Evening Standard.
Radiohead are the most nominated act for the Mercury Prize, with five nominated albums. They were inducted into the Rock and Roll Hall of Fame in 2019. In 2009, Rolling Stone readers voted Radiohead the second-best artist of the 2000s, behind Green Day. In 2021, Pitchfork readers voted three Radiohead albums among the ten greatest albums of the previous 25 years, including Kid A at number one. Jonny Greenwood and O'Brien were both included in Rolling Stone's lists of the best guitarists and Yorke in its lists of the greatest singers.

## Nghệ sĩ cộng tác
Nhà sản xuất Nigel Godrich cũng xây dựng được tên tuổi của mình với Radiohead kể từ album The Bends, và là nhà sản xuất toàn bộ các sản phẩm sau đó của ban nhạc kể từ album thứ ba OK Computer. Ông còn diễn vai nhân vật giả tưởng Chieftain Mews trong nhiều video quảng bá của nhóm. Godrich thường được gọi là "thành viên thứ 6" của ban nhạc, như vai trò của George Martin như "Beatle thứ năm" với The Beatles. Năm 2016, ông chia sẻ: "Tôi chỉ có duy nhất Radiohead là ban nhạc mà tôi có thể làm việc nhiều năm đến như vậy. Đây là một mối thân tình vô cùng sâu sắc. The Beatles cũng chỉ làm việc duy nhất cùng George Martin, họ không thể thay đổi bất cứ nhà sản xuất nào khác trong suốt sự nghiệp của mình. Suốt quãng thời gian đó, niềm tin và sự thấu hiểu giữa các thành viên đều từng bị họ vứt qua cửa sổ, và họ đã phải khởi đầu lại từ đầu rất nhiều lần."
Nghệ sĩ đồ họa Stanley Donwood là bạn với Yorke từ thuở sinh viên. Họ cùng nhau thiết kế tất cả phần bìa album của nhóm từ năm 1994. Donwood làm việc tại phòng thu cùng ban nhạc và thường lấy cảm hứng thiết kế từ chính âm nhạc của Radiohead. Donwood và Yorke cùng được trao giải Grammy năm 2002 cho phần thiết kế đặc biệt của album Amnesiac như một cuốn sách cổ.
Andi Watson là người phụ trách ánh sáng và chuẩn bị sân khấu, cũng như thiết kế các hiệu ứng cho mỗi chương trình trình diễn trực tiếp. Kỹ thuật viên chính của các buổi trình diễn, Peter Clements (hay "Plank"), cộng tác cùng nhóm kể từ The Bends, đảm bảo phần bố trí nhạc cụ, thiết bị âm thanh tại các buổi thu âm cũng như trình diễn trực tiếp. Jim Warren là kỹ thuật viên âm thanh đi theo Radiohead từ tour diễn đầu tiên năm 1992, và là người trực tiếp thu âm nhiều ca khúc trong đó có "High and Dry" và "Pop Is Dead". Tay trống Clive Deamer được bổ sung vào đội hình trong quá trình thu âm album The King of Limbs, và trở thành thành viên thu âm và trình diễn của ban nhạc từ đó đến nay. Paul Thomas Anderson đạo diễn nhiều video âm nhạc của Yorke và Radiohead nói chung, và cũng hợp tác sáng tác nhạc phim cùng Jonny Greenwood kể từ bộ phim tài liệu Junun (2015). Chris Hufford và Bryce Edge từ công ty Courtyard Management là hai nhà quản lý của Radiohead: Hufford là nhà sản xuất EP đầu tay Drill và sau đó là album đầu tay Pablo Honey.

## Tác quyền ca khúc
Sáu album đầu tiên của Radiohead được thu âm và sản xuất bởi Parlophone, hãng đĩa con của EMI. Hợp đồng này chấm dứt sau khi album Hail to the Thief được phát hành vào năm 2003. Ban nhạc không tái ký hợp đồng mới cho album thứ bảy In Rainbows vì không tin tưởng vào quản lý mới của hãng Guy Hands và vì EMI không cho họ toàn quyền sử dụng những ca khúc cũ từng thu âm. Radiohead đã phải chủ động tự sản xuất album mới trước khi ký hợp đồng với XL Recordings. Tháng 10 năm 2005, Radiohead chính thức khởi kiện Parlophone vì sử dụng âm nhạc của họ cho các sản phẩm kỹ thuật số.
Tháng 9 năm 2012, Universal Music thâu tóm EMI. Ủy ban châu Âu chấp nhận yêu cầu của Universal không tiếp nhận Parlophone, vốn là đơn vị sở hữu tác quyền các ca khúc của Radiohead. Tháng 2 năm 2013, Parlophone cùng toàn bộ các bản thu của Radiohead được Warner Music Group mua lại. Theo thỏa thuận với nhà phân phối Merlin cùng Hiệp hội các nhà sản xuất thu âm tự do (Impala), 30% các tác quyền ca khúc của Parlophone sẽ phải chia sẻ cho các hãng thu âm tự do với sự đồng thuận từ phía nghệ sĩ. Điều đó dẫn đến việc toàn bộ tác quyền ca khúc của Radiohead đã được WMG bàn giao cho XL vào tháng 4 năm 2016. Album tuyển tập Radiohead: The Best Of được EMI phát hành vào năm 2008 mà không có sự cho phép của ban nhạc đã buộc phải gỡ bỏ trên các nền tảng trực tuyến ngay sau đó.

## Thành viên
- Colin Greenwood – bass, keyboard, bộ gõ (1985–nay)
- Jonny Greenwood – guitar, keyboard, ondes Martenot, analogue synthesiser, trống (1985–nay)
- Ed O'Brien – guitar, bộ gõ, hát phụ, trống (1985–nay)
- Philip Selway – trống, bộ gõ, hát phụ (1985–nay)
- Thom Yorke – hát chính, guitar, keyboard, piano, bass (1985–nay)

Thành viên biểu diễn trực tiếp
- Clive Deamer – trống, bộ gõ, hát phụ (2011–nay)

## Danh sách đĩa nhạc
Album phòng thu
- Pablo Honey (1993)
- The Bends (1995)
- OK Computer (1997)
- Kid A (2000)
- Amnesiac (2001)
- Hail to the Thief (2003)
- In Rainbows (2007)
- The King of Limbs (2011)
- A Moon Shaped Pool (2016)